# Teotihuacán
Teotihuacán im Zentralen Hochland von Mexiko ist eine der bedeutendsten prähistorischen Ruinenmetropolen Amerikas, die vor allem für ihre Stufentempel wie die große Sonnenpyramide bekannt ist. Die archäologische Stätte, die seit 1987 zum Weltkulturerbe der UNESCO gehört, liegt im Bundesstaat México in der Nähe der heutigen Stadt Teotihuacán de Arista, etwa 45 Kilometer nordöstlich von Mexiko-Stadt.
Das Gebiet von Teotihuacán war bereits seit dem sechsten Jahrhundert v. Chr. permanent bewohnt. Zwischen 100 und 650 n. Chr. bildete die Stadt das dominierende kulturelle, wirtschaftliche und militärische Zentrum Mesoamerikas. Auf dem Höhepunkt ihrer Entwicklung hatte sie möglicherweise bis zu 200.000 Einwohner. Sie war zu ihrer Zeit die mit Abstand größte Stadt auf dem amerikanischen Kontinent und eine der größten der Welt. Ab etwa 650 schwand ihre Bedeutung, bis sie um 750 aus nicht vollständig geklärten Gründen weitgehend verlassen wurde. Ihre kulturellen Einflüsse prägten Zentralmexiko aber noch bis zur spanischen Eroberung Mexikos. Weil Teotihuacán keine geschriebene Sprache kannte, sind Erkenntnisse über diese Kultur nur aus der Interpretation von archäologischen Funden ableitbar.
Die Azteken fanden Teotihuacan bei ihrer Einwanderung ins Hochland von Mexiko im 14. Jahrhundert bereits als Ruinenstadt vor, die seit Jahrhunderten verlassen war. Sie sahen in ihr einen mythischen Ort und gaben ihr den bis heute fortlebenden Namen Teotihuacan (Tēotīhuacān), der so viel bedeutet wie Wo man zu einem Gott wird.
In der Stadt wird seit Ankunft der Spanier im 16. Jahrhundert gegraben. Ab etwa 1900 fanden professionellere, wenn auch zunächst archäologisch laienhafte Ausgrabungen statt.
Am 30. März 2015 wurde die Gedenkstätte in das Internationale Register für Kulturgut unter Sonderschutz der Haager Konvention zum Schutz von Kulturgut bei bewaffneten Konflikten aufgenommen.

## Lage und naturräumliche Voraussetzungen
Koordinaten: 19° 41′ 32″ N, 98° 50′ 39″ W
Die Ruinenstätte befindet sich in Zentralmexiko, nordöstlich des Tals von Mexiko im Tal von Teotihuacán. Dieses umfasst ein Gebiet von gut 500 bis 600 Quadratkilometern und wird im Norden durch mehrere erloschene Vulkane sowie im Süden durch eine Gebirgskette mit Bergen von bis zu 2800 Metern Höhe begrenzt. Durchflossen wird das Tal vom Río San Juan, der saisonal durch mehrere kleinere Quellen gespeist wird und heute in den Xaltocan-See mündet.
Im Tal von Teotihuacán herrscht ein warmgemäßigtes Klima; zwischen 1921 und 1968 wurde ein durchschnittlicher Jahresniederschlag von 550 Millimetern und eine Jahresdurchschnittstemperatur von 14,8 Grad Celsius gemessen. Der Winter beginnt üblicherweise im Oktober und kann bis in den Mai hinein andauern. Danach beginnt die bis Oktober dauernde Regenzeit, wobei der größte Teil des Regens in den Sommermonaten fällt.
Für die Landwirtschaft ist das Tal nur bedingt geeignet. Während der Ostteil vor allem flachgründige Böden aufweist und kaum Wasser vorhanden ist, gibt es im Westteil tiefergehende Alluvialböden, und der San Juan führt hier aufgrund einiger Quellen ganzjährig Wasser. Daneben gibt es in unmittelbarer Nähe aber auch größere Vorkommen von nutzbaren Rohstoffen, etwa Obsidian (vor allem am Ostrand des Tals), Kalkstein, Tonminerale und mehrere Arten von Vulkangestein. Die Flora bestand vermutlich aus Wäldern mit Eichen und Zypressen in den feuchteren sowie verschiedenen Sträuchern in den trockeneren Gebieten. An für den Menschen nutzbarer Fauna existierten mehrere Hasen- und Kaninchenarten, Nagetiere, Vögel, Reptilien sowie eine Hirschart, der Weißwedelhirsch.

## Stadtanlage

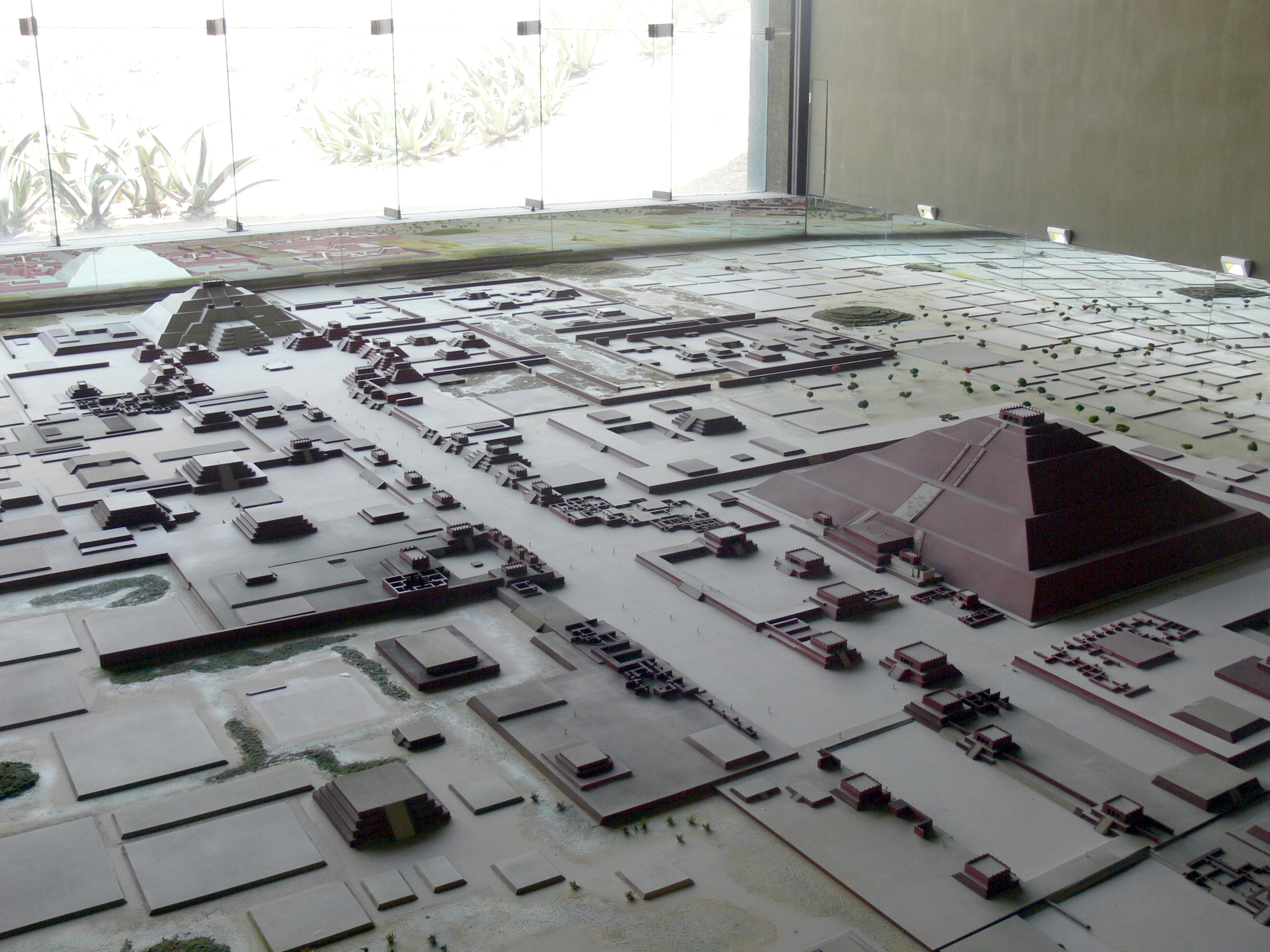
Im Museum von Teotihuacán ausgestelltes Modell einer Rekonstruktion des Stadtzentrums: Sonnenpyramide (rechts), Mondpyramide (links im Hintergrund) sowie die „Straße der Toten“. Hier nicht zu sehen ist die etwas weiter südlich ebenfalls an der Straße der Toten gelegene Ciudadela. (Blick in Richtung Nordosten)

Die Stadt Teotihuacán nahm auf dem Höhepunkt ihrer Entwicklung eine Fläche von mehr als 20 Quadratkilometern ein. Die Anlage der Stadt erfolgte auf der Grundlage einer Rasteranordnung, die genauestens befolgt wurde. So wurde etwa auch der Río San Juan, der die Stadt durchfließt, durch Kanalisierung dem Raster angepasst.
Die Hauptachse der Stadt bildet die sogenannte Straße der Toten (in Nahuatl: miccaotli), die die Stadt mit einer Abweichung von 15° 30′ nach Osten in Nord-Süd-Richtung durchzieht, jedoch nicht durchgehend, da sie immer wieder durch Treppendämme unterbrochen wird. Das nördliche Ende der Straße bildet die Mondpyramide mit dem ihr vorgelagerten Platz und dem anliegenden Quetzalpapalotl-Palast. Im Süden läuft sie am Großen Komplex (Great Compound) und dem diesem gegenüberliegenden Tempel des Quetzalcoatl vorbei auf den Berg Cerro Gordo zu, auf dessen Gipfel ein Tempel errichtet war. Dort befindet sich auch der große Hofkomplex, die ciudadela (Zitadelle), in der möglicherweise die Herrscherfamilie oder deren direkte Untergebene lebten. Dazwischen wird die Straße von zahlreichen Gebäuden flankiert, die man aufgrund des großen Aufwands, mit dem sie ausgestattet und errichtet waren, für Wohnbauten der herrschenden Eliten hält.
Das Zentrum der Stadt bildet die Sonnenpyramide, nach der Großen Pyramide von Cholula die zweitgrößte Pyramide des amerikanischen Kontinents. Vor ihr befindet sich die plataforma adosada (zu deutsch etwa „angeschlossene Plattform“), die als Zeremonialplatz gedient haben könnte. Die Zone, in der sich die größten Pyramiden sowie die oben erwähnten Wohnhäuser der Oberschicht befanden, war durch eine Mauer von der übrigen Stadt abgetrennt. Die meisten Gebäude außerhalb davon wurden als sogenannte Apartment-Compounds identifiziert, große Wohnkomplexe, die für mehrere Familien ausgelegt waren. Sie waren jeweils in Gruppen (barrios, spanisch für Wohnviertel) zusammengeschlossen, die sich wiederum um einen größeren Compound gruppierten, der einen eigenen Tempelkomplex besaß. Es gab auch Viertel, die von Angehörigen anderer Völker bewohnt wurden, so etwa von Zapoteken, Mixteken und auch Maya.
Im Nordwesten Teotihuacáns befand sich einer der ältesten Teile der Stadt mit einer verhältnismäßig hohen Bevölkerungsdichte und vielen Tempeln aus der Frühzeit der Stadt. Der Südwesten war dagegen eher spärlich besiedelt, da sich dort der größte Teil der in direkter Umgebung der Stadt angelegten bewässerten Felder befand. Im Osten war Landwirtschaft aufgrund des zuvor geschilderten Wassermangels kaum möglich.

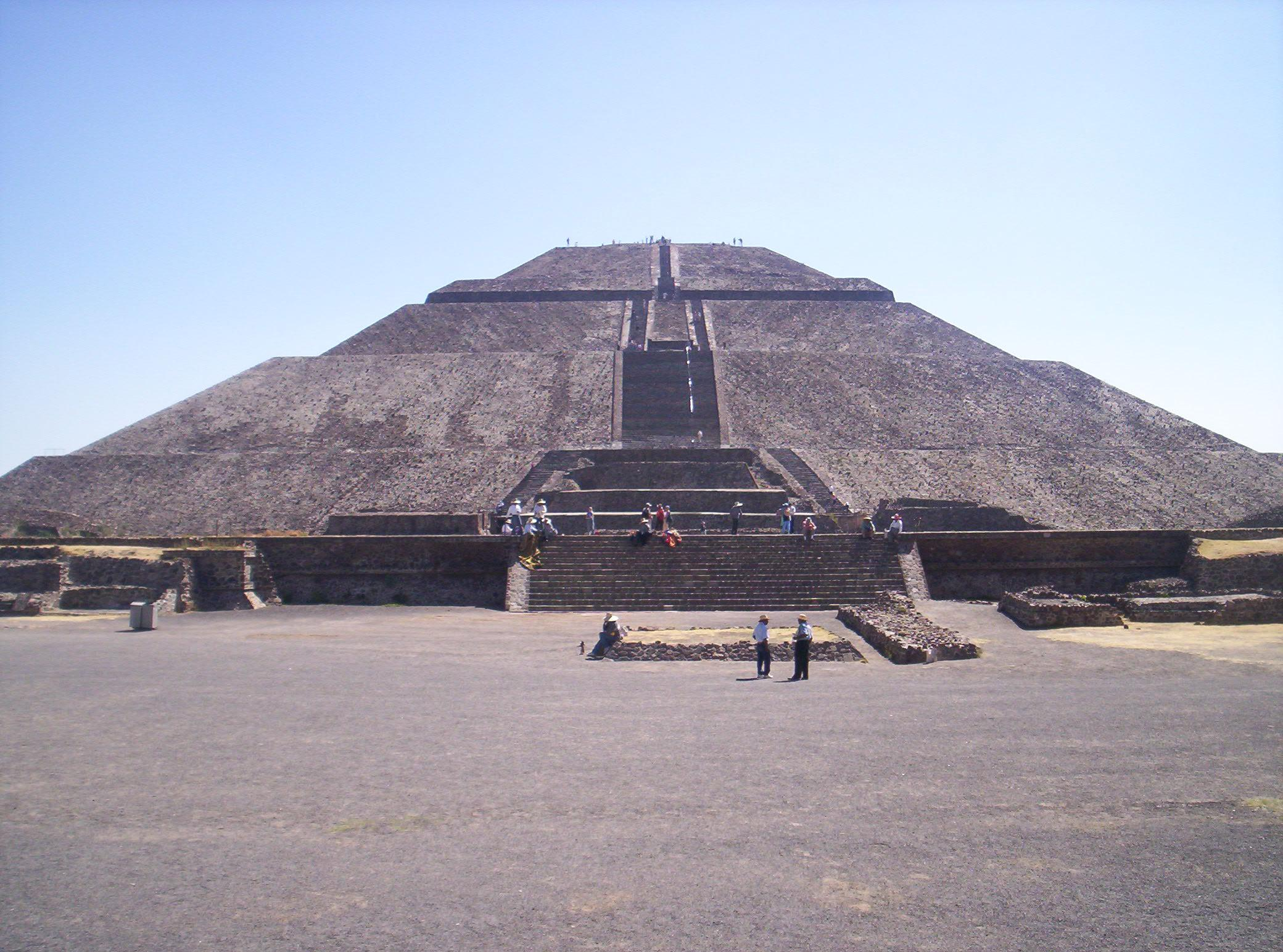
Die Sonnenpyramide in der Frontalansicht

### Sonnenpyramide
Die Sonnenpyramide liegt im Zentrum Teotihuacáns. Mit einer Grundfläche von 222 m × 225 m, einer Höhe von gut 65 m sowie einem Volumen von rund einer Million m3 ist sie die drittgrößte Pyramide der Welt. Sie wurde um 100 n. Chr. in einem Arbeitsgang errichtet und war damit das erste größere Gebäude, das in Teotihuacán gebaut wurde. Ihren heutigen Namen erhielt sie von den Azteken.
Die Pyramide besitzt heute fünf Stufen; ursprünglich waren es nur vier. Der archäologische Laie Leopoldo Batres versuchte 1906 bei der Freilegung, die Pyramide zu restaurieren und ging dabei von der Existenz von fünf Stufen aus. Tatsächlich entstand die heutige fünfte Stufe überhaupt erst durch Batres’ Arbeiten aufgrund dieser Annahme. An der Seite, die zur Straße der Toten weist, führt eine Treppe über die an der Pyramide angeschlossene plataforma adosada auf die Spitze. Dort befand sich ein kleiner Tempel, der heute nicht mehr zu sehen ist. In ihrem Kern besteht die Pyramide aus Lehmziegeln und Basalt, während die Außenhaut mit Stuck überzogen und großflächig bunt bemalt war, wovon heute aber nichts mehr erhalten ist.
1968 wurde der Eingang einer Höhle entdeckt, die unter die Sonnenpyramide führte. Dort wurden neben Artefakten aus der Zeit Teotihuacáns auch Gegenstände aus aztekischer Zeit gefunden. Da außerdem in späteren mesoamerikanischen Religionen Höhlen immer wieder als Orte der Schöpfung galten, wird davon ausgegangen, dass die Pyramide religiösen Zwecken diente. Welchem Gott die Sonnenpyramide geweiht war, ist noch nicht gesichert. Heute existieren keine Malereien mehr, die die Verehrung eines bestimmten Gottes belegen könnten; es wurde lediglich ein Gefäß mit einer Abbildung des „Sturmgottes“ (oft mit dem späteren aztekischen Gott Tlaloc identifiziert) gefunden, was aber allein ebenfalls kein stichhaltiger Beweis dafür ist, dass dieser Gott hier auch verehrt wurde.
Die Kunsthistorikerin Esther Pasztory von der amerikanischen Columbia University bringt die Pyramide dennoch mit einer bestimmten Gottheit in Verbindung, der „Großen Göttin“. Von ihr existieren einige Abbildungen, die darauf deuten, dass sie eine Fruchtbarkeitsgöttin war. In einigen Fällen wird sie darauf auch mit Höhlen in Verbindung gebracht. Pasztorys Annahme beruht nun auf der Häufigkeit von Abbildungen der Großen Göttin und der daraus resultierenden großen Bedeutung und auf der Interpretation der Höhle als typisch weibliches Symbol.

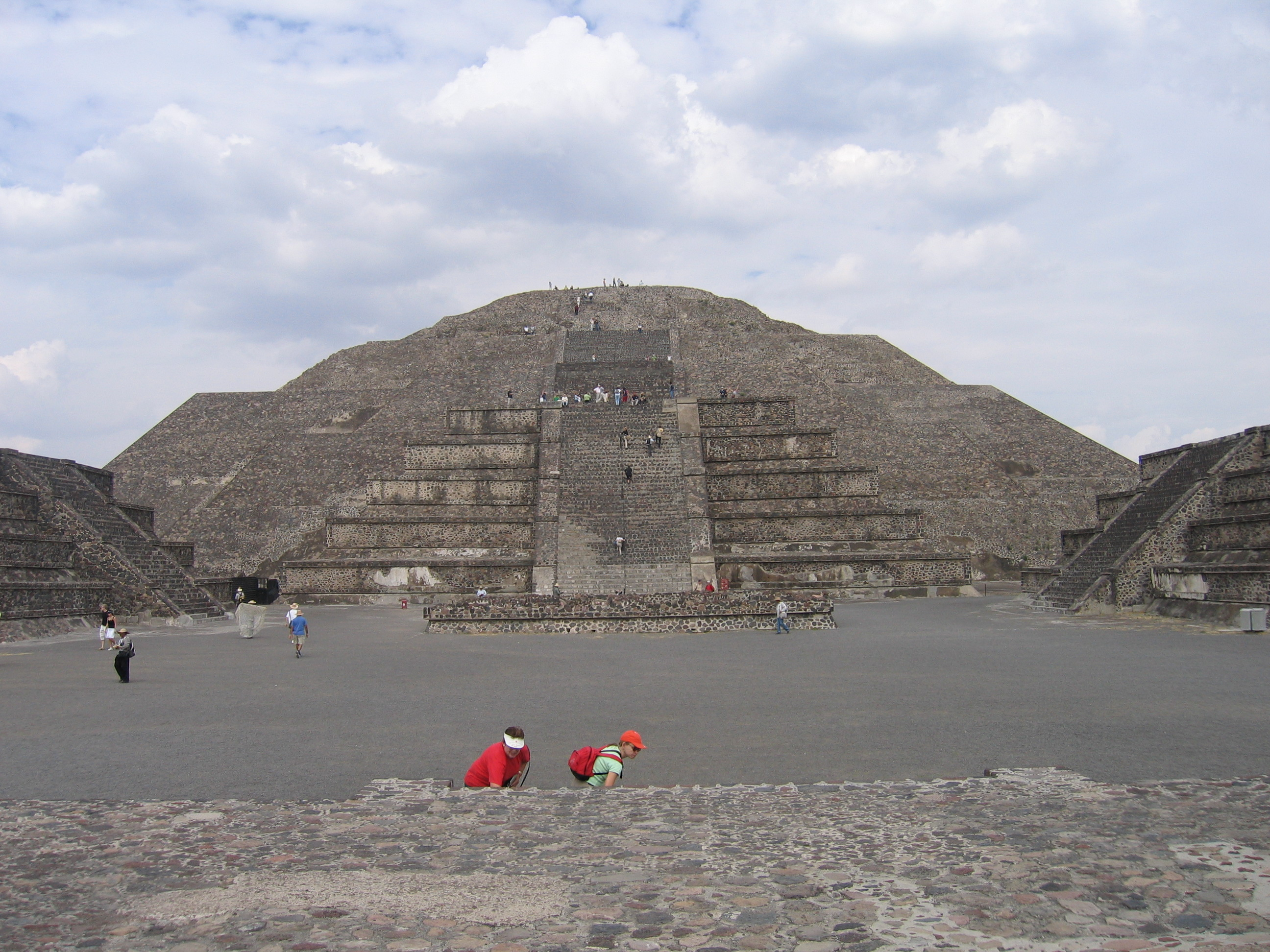
Die Mondpyramide mit der vorgelagerten Plaza de la Luna

### Mondpyramide
Die am nördlichen Ende der Straße der Toten gelegene Mondpyramide entstand rund ein Jahrhundert nach der Sonnenpyramide. Bei einer Grundfläche von 120 m × 150 m erreicht sie eine Höhe von 46 m. Anders als die Sonnenpyramide entstand sie in mehreren Etappen. Die früheste Mondpyramide wurde um 100 n. Chr. errichtet, bis 350 folgten insgesamt sieben Bauphasen. Grabungen unter der Pyramide brachten mehrere Kammern zum Vorschein, in denen sich menschliche Überreste fanden. Die 43 Meter hohe Pyramide wurde als Teil eines baulichen Komplexes konzipiert, der als Mondplaza bekannt ist.
Esther Pasztory vermutet, dass die Mondpyramide dem „Sturmgott“ geweiht war, einer Gottheit, die laut Pasztory für Krieg und Opfer, aber auch für politische Belange zuständig war.

### Ciudadela

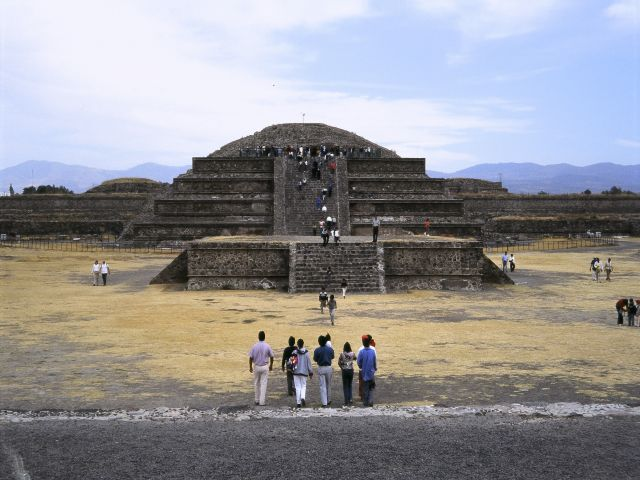
Der Innenbereich der Ciudadela mit dem Tempel des Quetzalcóatl

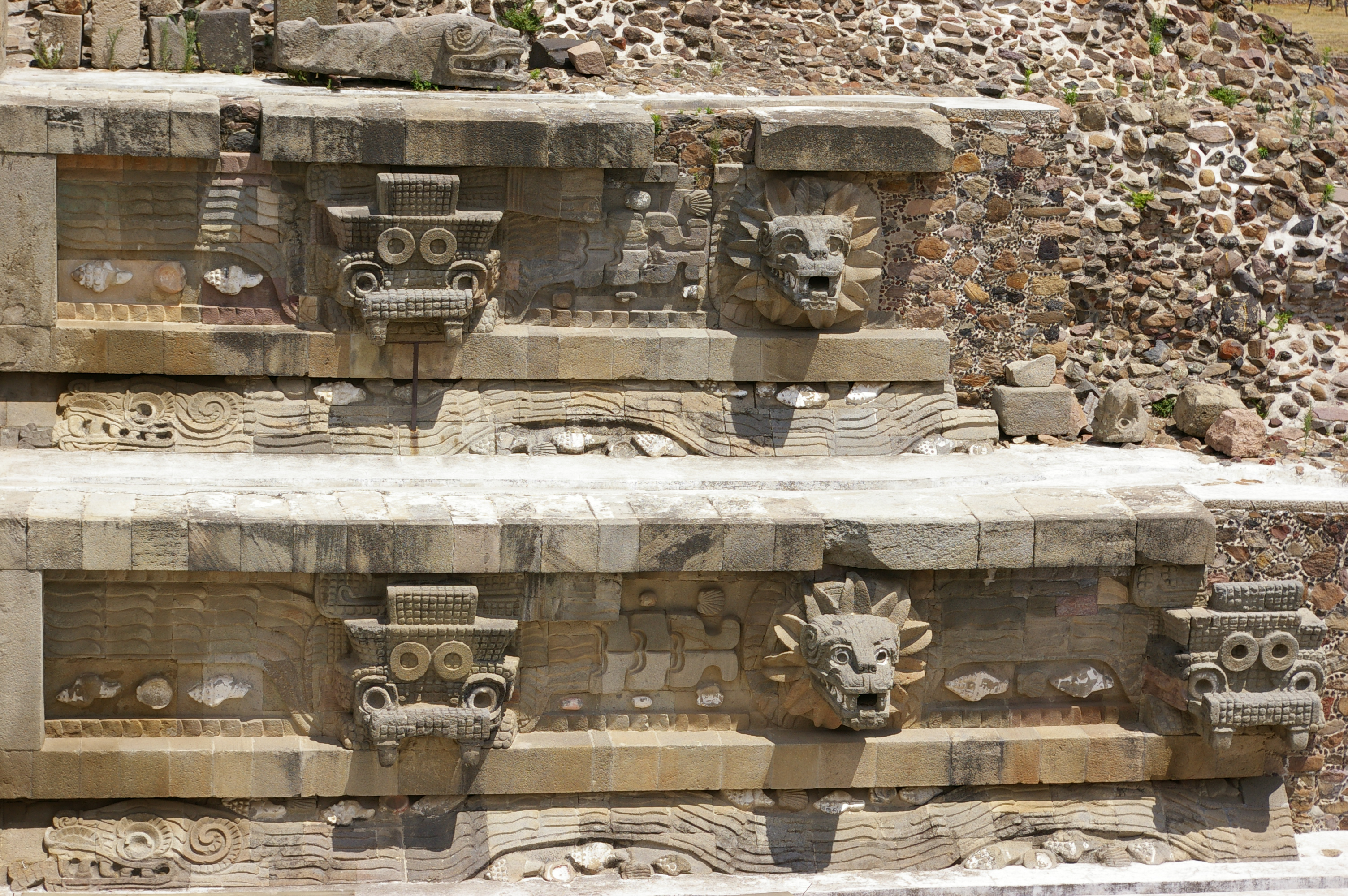
Einige Kopfskulpturen an der Frontseite des Tempels des Quetzalcóatl

Die Ciudadela war vermutlich eine höfische Anlage oder ein Palast, vergleichbar der Verbotenen Stadt in Peking. Die umgebenden Mauern haben eine Seitenlänge von rund vierhundert Metern und schirmen das Innere weitgehend vor Blicken von außen ab. Zentrum der Anlage bildet ein Gebäudekomplex, bestehend aus Wohnanlagen sowie dem in der Mitte gelegenen Tempel des Quetzalcoatl, der „Gefiederten Schlange“. Die Ciudadela war nur über einen kleinen Eingang an der zur Straße der Toten gewandten Frontseite zu erreichen. Der Platz im Inneren kann nach Ansicht von George L. Cowgill einhunderttausend Menschen Platz bieten und könnte dementsprechend für kultische Zwecke benutzt worden sein.
Besonders der Tempel hat immer wieder das Interesse der Archäologen erweckt. Er hat eine Seitenlänge von 65 m × 65 m und ist im tablero-talud-Stil errichtet. Der Bau des Tempels fand im Wesentlichen in drei Phasen statt. Die erste Phase bestand aus einem kleineren Gebäude, das mit der zweiten Phase überbaut wurde. In der zweiten Phase entstand die heutige Pyramide, zeitgleich mit der Ciudadela nach 200 n. Chr. Später fügte man in der dritten Phase eine plataforma adosada hinzu, wie sie auch die anderen großen Pyramiden besitzen. Jedoch ist aufgrund der Skulpturierung hier eindeutig zu sehen, dass die Pyramide dem Gott Quetzalcoatl geweiht war. An der Frontseite befinden sich zahlreiche Skulpturen, die den Kopf einer gefiederten Schlange darstellen. Es existieren aber noch weitere Darstellungen von anders geformten Köpfen, die bislang noch nicht exakt zugeordnet werden konnten. Die heute gängigste Interpretation dieser anderen Kopfskulpturen besteht in der Annahme, es handele sich dabei um eine Darstellung von Köpfen eines noch unbestimmten Wesens mit Kopfschmuck. Diese Köpfe liegen auf dem Körper der gefiederten Schlange.
Da Quetzalcóatl auf späteren Codices auch als Abendstern auftaucht, ist es zudem möglich, dass mit der Pyramide auch dem Planeten Venus gehuldigt wurde. Dafür sprechen auch die Ausmaße der Ciudadela als Ganzes, denn mit der Teotihuacán Measurement Unit (TMU; Erklärung im Abschnitt Wissenschaft) gemessen ist eine Seite der die Ciudadela umgebenden Mauer rund 484 TMU lang; eine Zahl, die fast genau der Anzahl der Tage im Venuszyklus entspricht, an denen der Planet als Morgen- oder Abendstern am Himmel zu sehen ist.
Darüber hinaus wurden in mehreren Ausgrabungsphasen immer wieder Gräber mit menschlichen Überresten gefunden. Die Gräber enthielten Opferbeigaben, doch waren einige zum Zeitpunkt ihrer Untersuchung bereits von Grabräubern geplündert worden.

### Wohnkomplexe

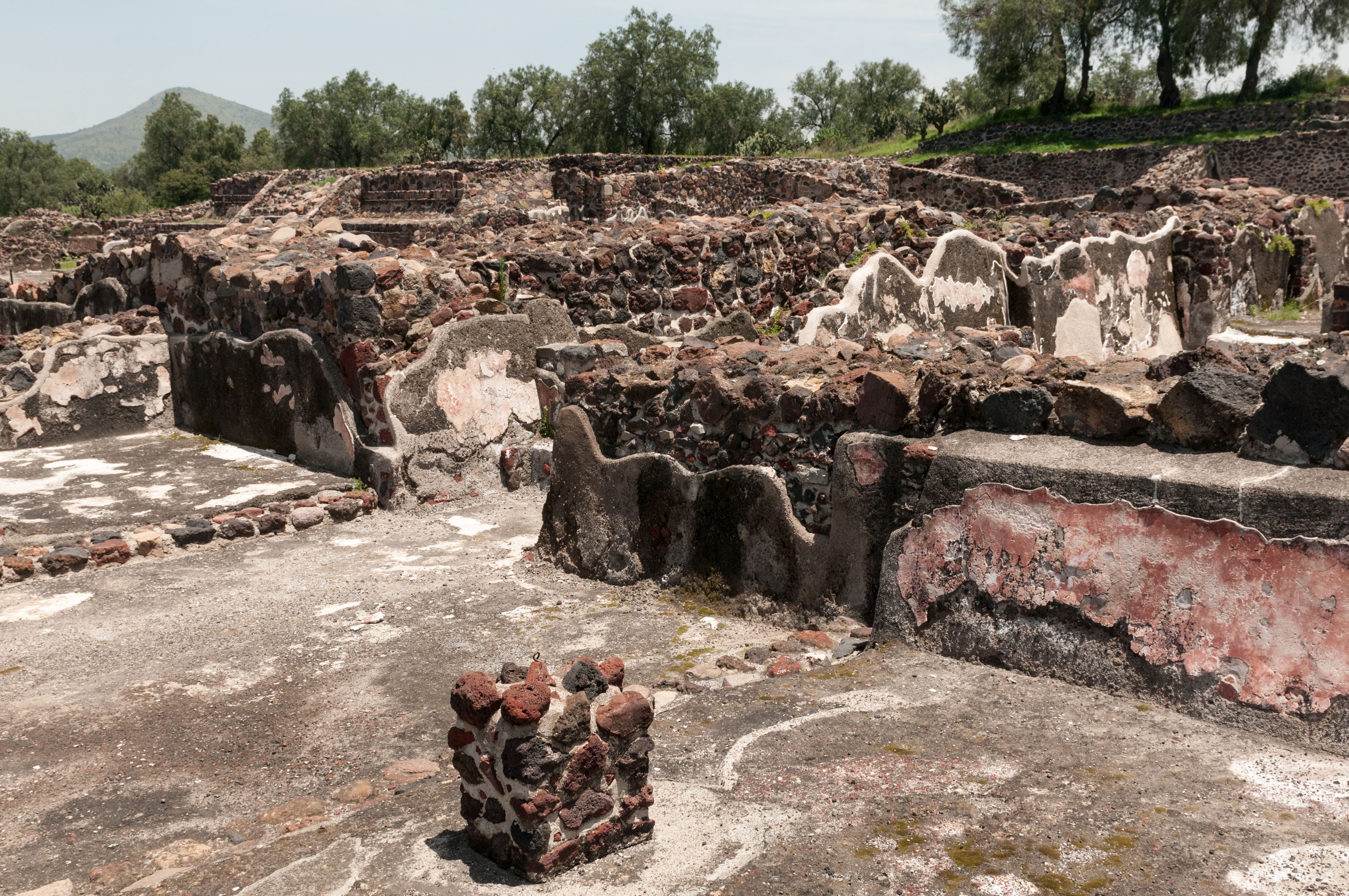
Ruinen von Wohngebäuden

Ab der Tlamimilolpa-Phase (ab etwa 200 n. Chr.) wurden ältere Wohnhäuser aus Lehmziegeln durch als „Apartment-Compounds“ bezeichnete Wohnkomplexe abgelöst. Bis zur frühen Xolalpan-Phase (ab etwa 300 n. Chr.) errichteten die Bewohner wahrscheinlich rund 2200 Komplexe aus Stein, in seltenen Fällen auch noch aus Lehmziegeln, gemauert und verputzt. In der Regel besaß jeder der Wohnkomplexe eine Seitenlänge von fünfzig bis sechzig Metern. In Einzelfällen können die Maße allerdings erheblich vom Durchschnitt abweichen. Die rechteckigen Komplexe waren von einer mehrere Meter hohen Mauer umgeben und besaßen nur einen Eingang. Im Inneren gab es viele in Gruppen („Apartments“) angeordnete Räume, Höfe und Gänge und zusätzlich noch mindestens eine Tempelplattform. Nach den Schätzungen von René Millon wurden sie von mindestens sechzig, vermutlich aber durchschnittlich einhundert Menschen oder mehr bewohnt.
Jeder Wohnkomplex wurde nach einem bestimmten Plan in einem Baugang errichtet und jahrhundertelang bewohnt; bei Reparaturen wurde nur selten etwas an der ursprünglichen Anlage verändert. Da sich hinsichtlich Ausstattung und Ausmaßen zum Teil recht große Unterschiede ergeben, scheinen die Komplexe von verschiedenen gesellschaftlichen Schichten bewohnt gewesen zu sein. Es wurde anhand dessen versucht, eine gesellschaftliche Ordnung zu rekonstruieren (siehe dazu den Abschnitt Gesellschaft weiter unten). Besonders in den niederen Schichten kam es so etwa vor, dass Räume auch für handwerkliche Zwecke genutzt wurden. Die Wohnkomplexe waren außerdem in Vierteln („Barrios“) organisiert, die die nächsthöhere Organisationsform darstellten.

## Die Kultur von Teotihuacán

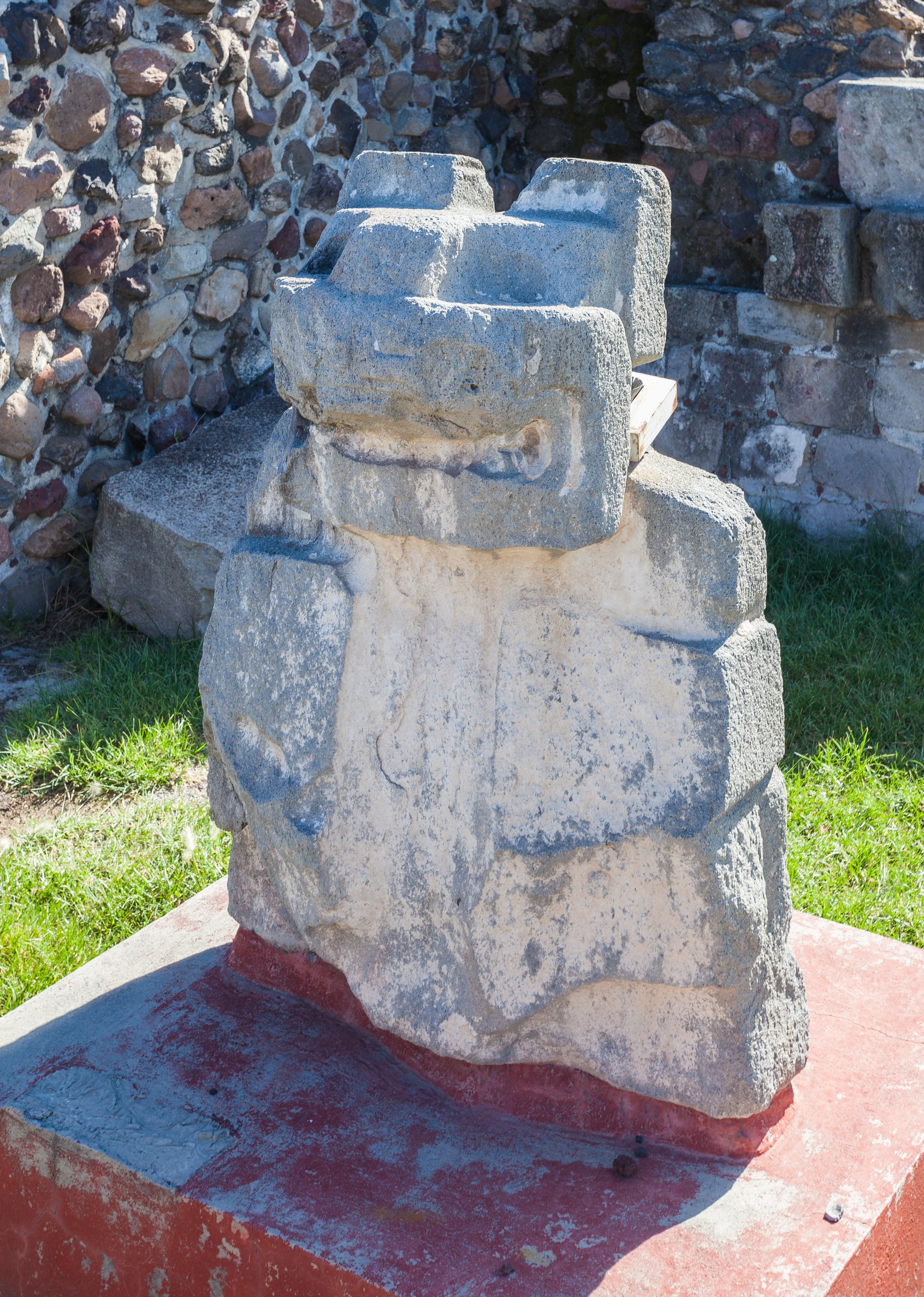
Katzenkopf in Teotihuacán

### Gesellschaft
Die soziale Struktur Teotihuacáns kann nur indirekt rekonstruiert werden, da direkte schriftliche Belege fehlen. Gemeinhin wird die Gesellschaft in der Stadt anhand der unterschiedlichen Ausstattung der Apartment-Compounds in sechs Schichten eingeteilt. An der Spitze standen demnach die Herrscher mit ihren Familien, die in den Compounds in der Ciudadela lebten. Einige Forscher vermuten, dass die offenbar multiethnische Region nicht von einem Zentralkönig, sondern von einer Oligarchie oder anderen kollektiven Instanzen beherrscht wurde.
Darunter scheint eine Schicht von hohen Priestern und Beamten gestanden zu haben, eventuell unterstützt von Kriegerhäuptlingen. Beide Schichten waren wohl gemeinsam für die Organisation der Stadt zuständig; vermutlich umfassten beide Gruppen nicht mehr als einige tausend Menschen. Der Großteil der Bevölkerung war dagegen Teil der mittleren Schichten, also Bauern und Handwerker sowie niedere Priester bzw. Beamte. Die Einteilung in diese drei Schichten erfolgte hierbei nach den drei Compounds Zacuala-Palast, Teopancaxco und Xolalpan, die jeder für sich jeweils eine Schicht repräsentieren. Zur Unterschicht zählte eine kleinere Anzahl von Familien, die innerhalb eines Compounds nur einen oder zwei Räume bewohnte und kleinere Hilfsarbeiten verrichtete, etwa bei Bauarbeiten. Wahrscheinlich, aber bislang ungesichert, ist zusätzlich die Existenz von reisenden Fernhändlern wie bei den Azteken sowie einer etwas größeren Gruppe von Trägern.

### Wirtschaft
Die Einwohner Teotihuacáns bezogen den Großteil ihrer Nahrungsmittel durch Landwirtschaft. Angebaut wurden unter anderem Mais, Bohnen, Amaranth-Arten (mit getreideähnlichen Körnern), Paprika, Tomatillo (auf Nahuatl: tomatl) und Kürbisse. Häufige Anbaumethoden waren Terrassierung und Bewässerungsfeldbau, zum Teil Sturzwasserfeldbau. Die Existenz von Bewässerungssystemen, die von den Einwohnern Teotihuacáns genutzt wurden, konnte erst 1954 durch Luftaufnahmen nachgewiesen werden. Das dazu nötige Wasser stammt aus einem Quellensystem in der Nähe des heutigen Teotihuacán de Arista, das möglicherweise von unterirdischen Flussläufen unter dem Cerro Gordo gespeist wird. Eventuell gab es bereits eine Vorform der Chinampas, wie sie die Azteken anlegten, auf Böden, die durch die Entnahme von Quellwasser trockengelegt worden waren. Die Bauern in Teotihuacán hatten dabei nicht nur ihre eigenen Familien zu versorgen, sondern auch die nicht in der Nahrungsmittelproduktion arbeitende Bevölkerung zu ernähren. Bei einem angenommenen Bedarf von 2000 kcal pro Kopf und Tag und zweihundert Arbeitstagen im Jahr ergeben sich laut einer Studie von William T. Sanders und Robert S. Santley je nach Bodenbedingungen Überschüsse zwischen einer (Regenfeldbau) und fünfzehn zusätzlich ernährten Personen (Chinampas). Dennoch konnte sich Teotihuacán nicht aus eigener Kraft mit Nahrungsmitteln versorgen; für rund 30 bis 50 Prozent der Einwohner mussten die Nahrungsmittel importiert werden.
Zusätzlich wurden auch noch Pflanzen gesammelt, etwa Wacholderbeeren, Binsen, Portulak, Opuntien sowie einige Kräuterarten. Der Anteil dieser Wildpflanzen an der Nahrung ist nicht sicher bestimmbar. Daneben wurden noch Tiere gejagt, darunter vor allem Weißwedelhirsche, aber auch Kaninchen und Wasservögel. Domestiziert wurden lediglich Truthähne und Hunde, doch ist es unsicher, ob sie zu Ernährungszwecken gehalten wurden. Bislang wurden an gefundenen Truthahnknochen keine Schlachtspuren gefunden und die Haltung eines Hundes wäre bei weitem nicht rentabel genug gewesen. Da bei den Azteken jedoch Hundefleisch als Delikatesse galt, wird es für möglich gehalten, dass dies auch für die frühen Bewohner Teotihuacáns galt.
Für die große wirtschaftliche Bedeutung Teotihuacáns war besonders Obsidian wichtig. Obsidian ist vor allem zur Herstellung von Schneidwerkzeugen geeignet und verhältnismäßig leicht zu bearbeiten. Die größten Obsidianvorkommen Mesoamerikas liegen im Umkreis von wenigen Dutzend Kilometern um die Stadt und wurden zur damaligen Zeit auch ausgebeutet. Hauptsächlich wurde der hochwertige grüne Obsidian verwendet, der im fünfzig Kilometer in nordöstlicher Richtung gelegenen Pachuca abgebaut wurde, aber es gibt auch Vorkommen von grauem und braunem Obsidian in der Nähe. Andere verwendete Rohstoffe waren Ton für Keramik, Basalt, Adobe und Tuff für Bauvorhaben sowie Mineralien wie Zinnober aus Minen im heutigen Bundesstaat Querétaro für Malereien. Werkstätten konnten bislang jedoch fast ausschließlich für Obsidianwerkzeuge und Keramik nachgewiesen werden.
Die Werkstätten waren aufgrund der angewandten Herstellungstechniken sehr produktiv, während gleichzeitig der Verbrauch der aus Obsidian gefertigten Werkzeuge eher gering war. Ein großer Teil davon scheint für den Export gefertigt worden zu sein, denn während William T. Sanders und Robert S. Santley eine Verbraucheranzahl von mehreren Millionen Menschen annahmen, errechnete der amerikanische Archäologe John Clark, dass möglicherweise zehn bis zwanzig Handwerker für die Selbstversorgung der Stadt ausgereicht hätten.
Handel, insbesondere der Fernhandel, spielte eine große Rolle für die Wirtschaft Teotihuacáns. Das genaue Handelsvolumen kann nicht ermittelt werden. Innerhalb der Stadt erfolgte Handel vermutlich vor allem auf dem Great Compound, einem großen Platz, der der Ciudadela gegenüber an der Westseite der Straße der Toten liegt. Die Existenz kleinerer Märkte ist (noch) nicht belegt. Mit dem Fernhandel wurde dagegen auch ein Teil der Rohstoffe in die Stadt gebracht, die nur wenig oder überhaupt nicht in der Nähe zu finden waren. Dazu zählen etwa Baumwolle und Kakao aus Morelos, Hämatit, Jadeit, Türkis und Zinnober aus dem Bereich der Chalchihuites-Kultur in Durango und Zacatecas sowie Keramik aus anderen Regionen; exportiert wurden neben Keramik wie oben erwähnt Obsidianwerkzeuge. Der Handel führte zu großem kulturellem Einfluss Teotihuacáns bis in das Territorium des heutigen Guatemala und der USA hinein.

### Religion

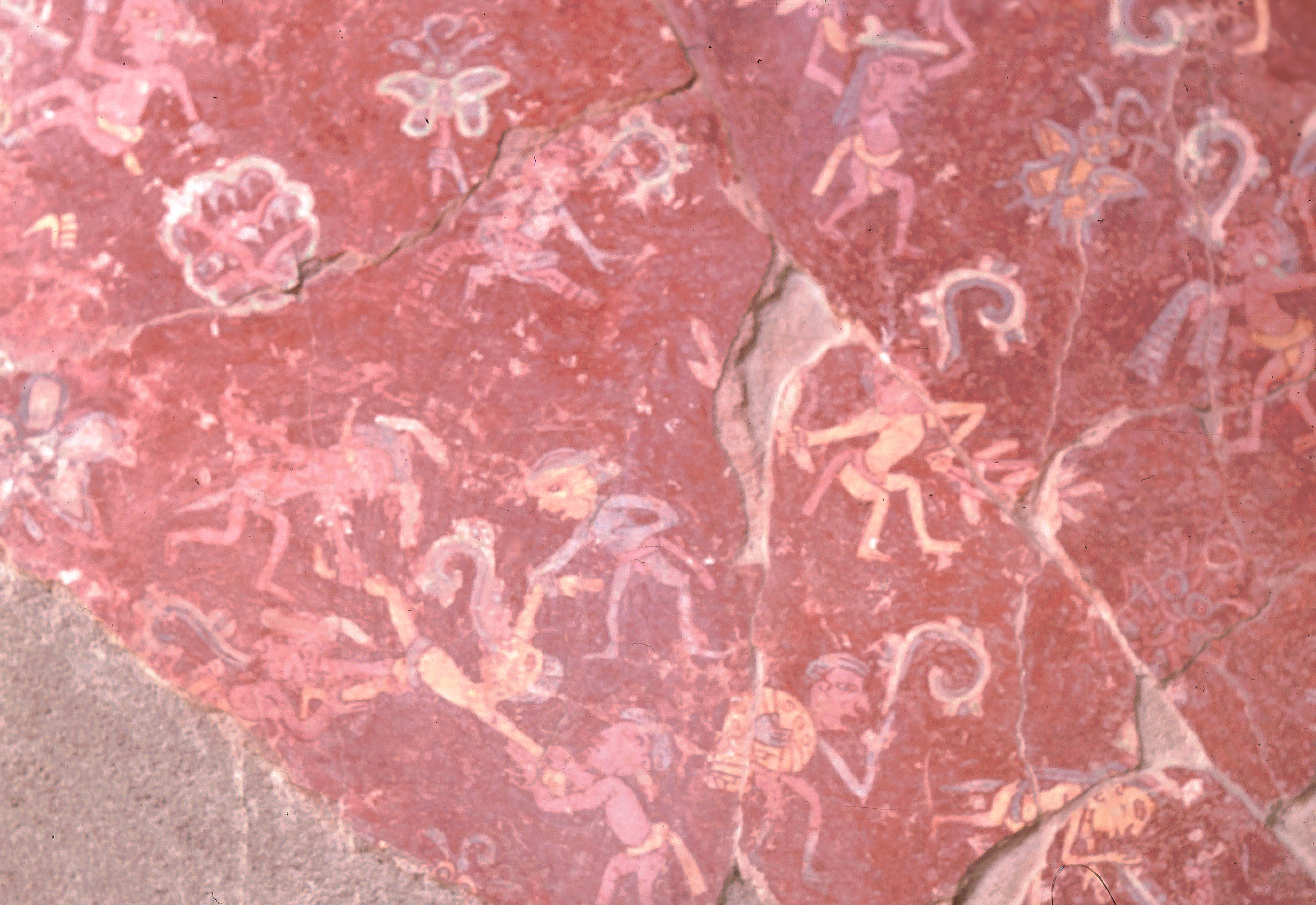
Wandmalerei in Wohnkomplex Tepantitla: die Vergnügungen im „Paradies des Regengottes“ Tlalocan
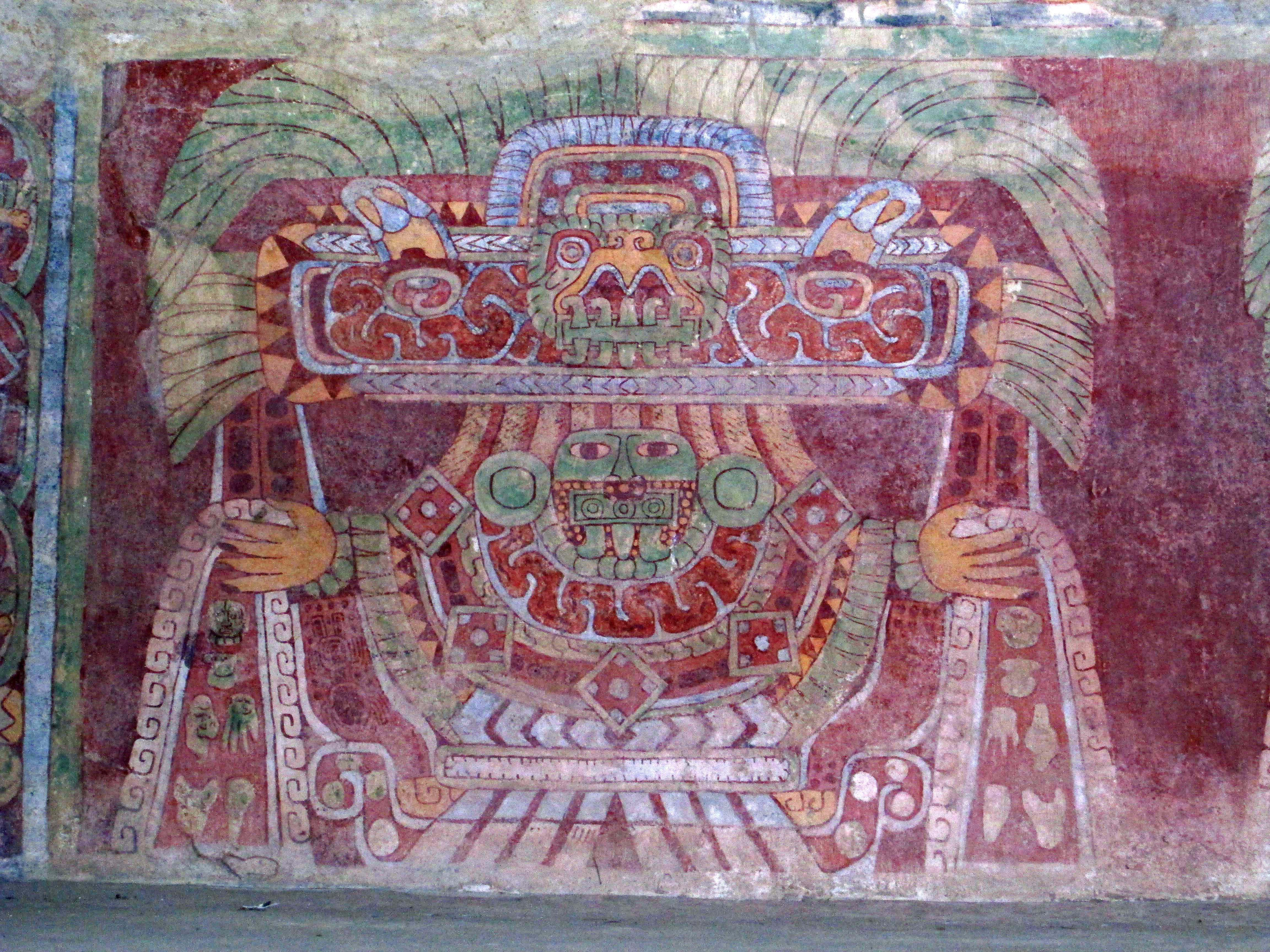
Abbildung der Großen Göttin von Teotihuacán an einer Wand im Tepantitla–Compound
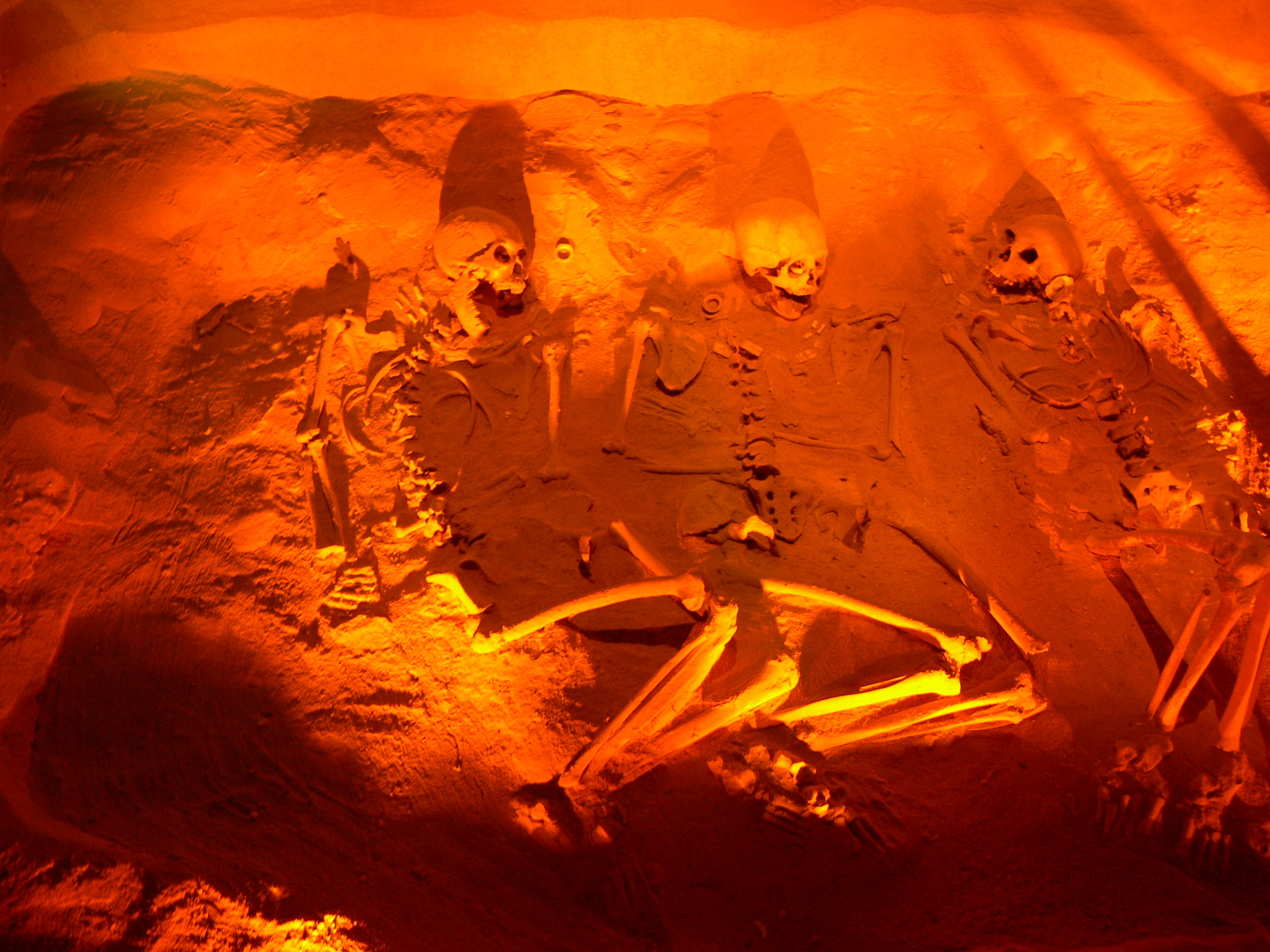
Ein von Archäologen entdecktes Grab. Die Grabbeigaben weisen auf einen Glauben an ein Leben nach dem Tod hin
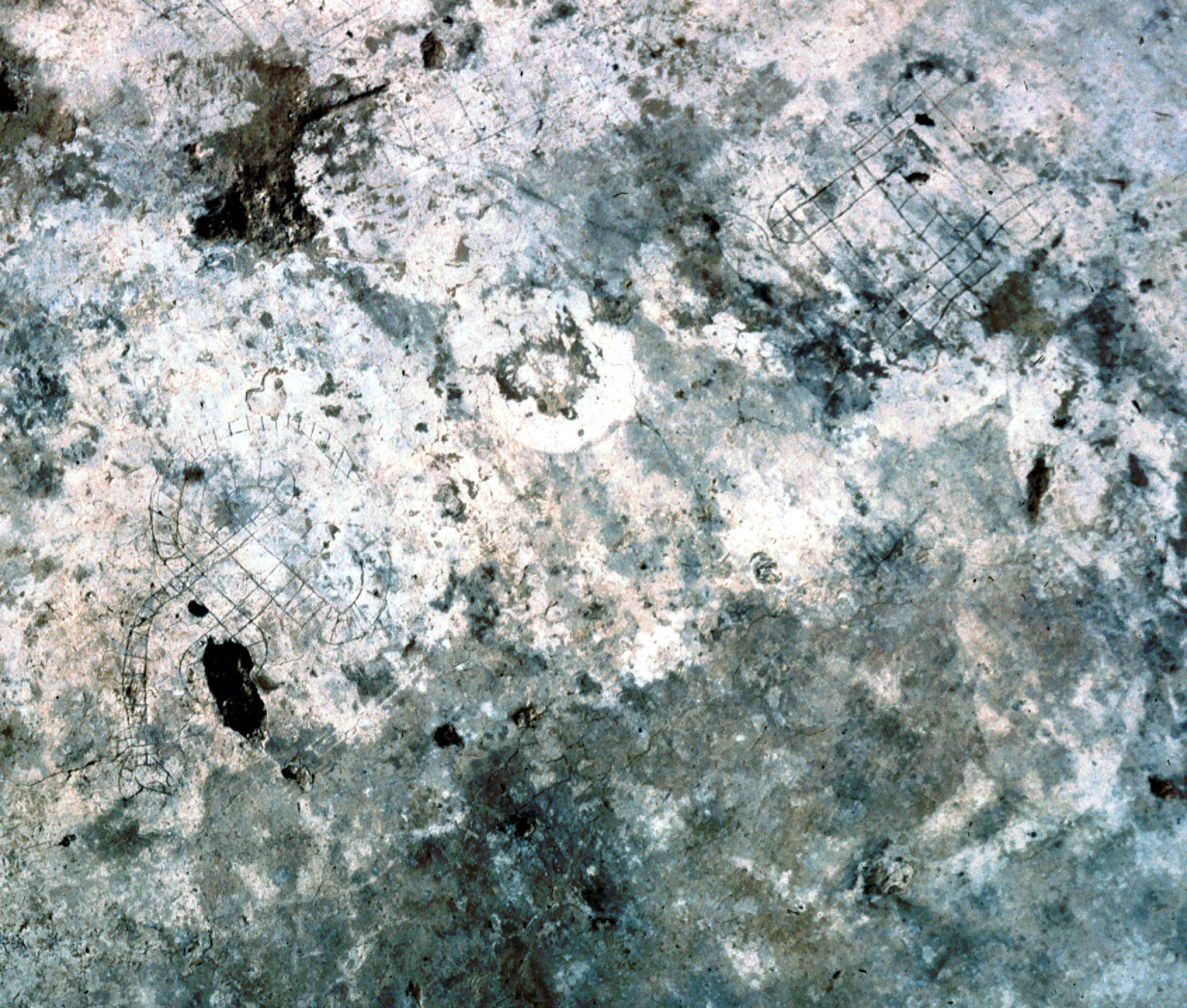
Felder für das Patolli-Spiel in den Stuckfußboden gekratzt

Die Religion spielte im Leben der Bewohner von Teotihuacán eine zentrale Rolle. Sie war polytheistisch, das heißt, es gab mehrere Götter, die jeweils eine oder mehrere „Aufgaben“ hatten. Viele der wichtigsten Götter wurden von früheren Kulturen übernommen und auch noch Jahrhunderte später von den Bewohnern Zentralmexikos verehrt. Unter anderem deshalb bezeichnet man sie in der Forschung in Unkenntnis ihrer 'echten' Namen oft mit ihren späteren aztekischen Namen, soweit eine eindeutige Identifizierung möglich war. Zu diesen Göttern zählen unter anderem Quetzalcoatl, die „Gefiederte Schlange“, Tlaloc, der Gott des Regens und des Ackerbaus, der „Alte Gott“ Huehueteotl, der schon in der Präklassik in der Siedlung Cuicuilco verehrt wurde und von dort aus nach Teotihuacán kam, und der „Fette Gott“ sowie Xipe Totec, der hautlose Gott des Frühlings, beide Fruchtbarkeitsgötter. Eine andere, wichtige Gottheit war zudem die „Große Göttin“. Oft hatte ein Gott mehrere Erscheinungsformen; beispielsweise konnte Tlaloc als Schlange, Vogel oder auch als Jaguar auftreten.
Entsprechend ihrer Funktionen wurden Rituale für jeden Gott durchgeführt, wie Wandmalereien zeigen. Dabei wurden oft auch Opfer gebracht. Die Frage, ob auch Menschen geopfert wurden, konnte während Ausgrabungen endgültig geklärt werden, die zwischen 1998 und 2004 an der Mondpyramide durchgeführt wurden. Archäologen unter Leitung von Saburo Sugiyama fanden dort mehrere Gräber mit Toten, deren sterbliche Überreste sichtbare Spuren von Gewaltanwendung aufwiesen, aber auch von Menschen, die lebendig begraben worden waren. Da in der Kunst oft auch Motive auftauchen, die mit dem Tod in Verbindung gebracht werden, wird vermutet, dass ein Totenkult existierte.

### Kunst und Architektur

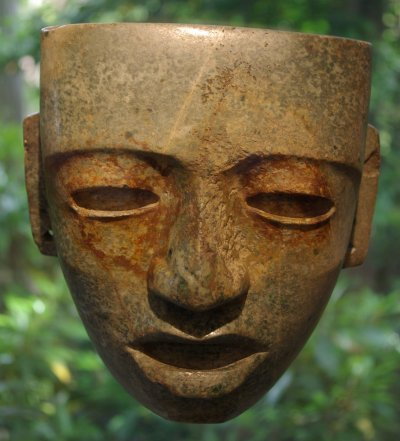
Maske aus Serpentin, vermutlich Tlamililolpa-Phase, Dumbarton-Oaks-Museum, Washington D.C.

In nahezu allen Gebäuden in Teotihuacán gibt es Wandmalereien. Sie sind die Hauptquelle für die archäologischen Interpretationen des täglichen Lebens der Bewohner sowie der Gesellschaftsstruktur. Bei der Bemalung wurde üblicherweise rot als Hintergrundfarbe verwendet; die übrigen Farben dienten zur Darstellung der gewählten Motive. Diese sind zahlreich, ihnen wohnt aber auch ein hohes Maß an Symbolik inne. Behandelt wurden unter anderem mythologische und religiöse Darstellungen, aber auch Abbildungen von Menschen bei ihren alltäglichen Tätigkeiten und vor allem von hohen Würdenträgern und auch Kriegern in der Schlacht.
Skulpturen gibt es im Wesentlichen in zwei Formen: solche, die unmittelbar in die Architektur eines Gebäudes eingebunden sind, und kleinere Objekte wie Figurinen oder Masken. Für die erste Gruppe sind die Skulpturen am Tempel des Quetzalcóatl beispielhaft, an dessen Fassade viele Schlangenköpfe als Abbildung des Gottes angebracht sind. Viele der kleineren Skulpturen bestehen aus Stein, Alabaster, Obsidian und anderen Werkstoffen und wurden mit Steinwerkzeugen bearbeitet. Nicht selten sind sie mit Muscheln oder Obsidian verziert. Vasen und ähnliche Gefäße wurden dagegen aus Keramik gefertigt. Viele der Masken sind eher als Skulpturen zu betrachten, da sie flache Rückseiten und keine Augen- und Mundöffnungen haben und daher offenbar nicht zum Tragen durch Personen bestimmt waren.

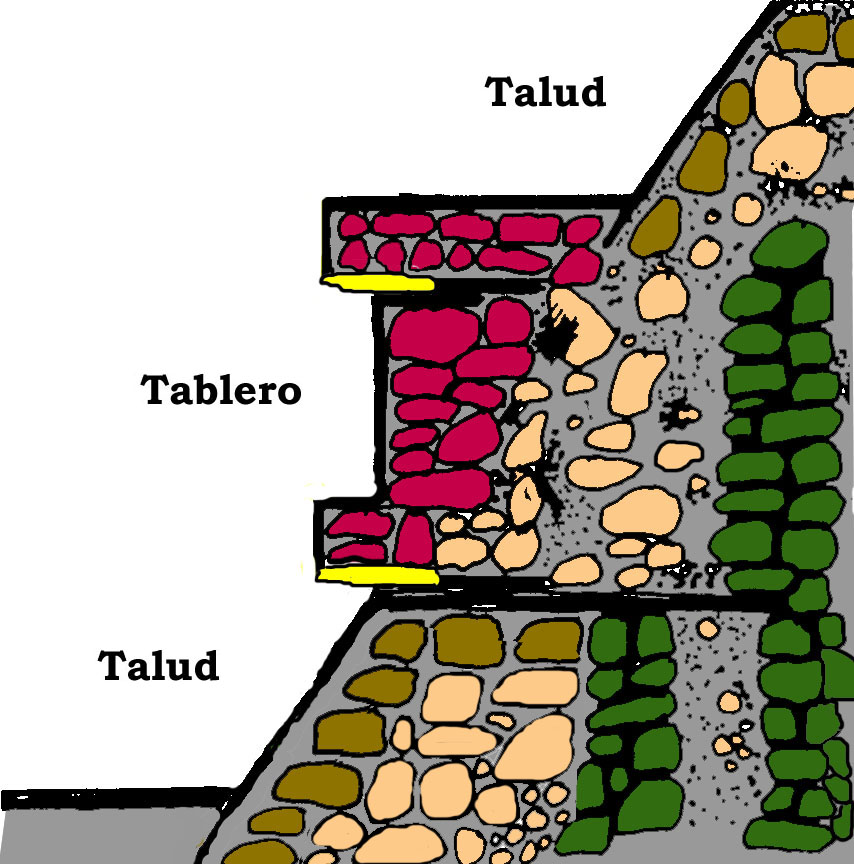
Konstruktionsweise von tablero (ebener Fläche) und talud (Schräge) bei der Gestaltung von Gebäudefassaden. Gelb: Tragplatten, rot: Aufbau des Tablero, grün: innere Konstruktion, braun: rohe Oberfläche unter der Stuckverkleidung (schwarz)

Die Gebäude in Teotihuacán wurden üblicherweise aus Stein und Lehmziegeln errichtet. Charakteristisches Merkmal der Architektur ist dabei das sogenannte Talud-tablero. Mit diesem Begriff wird die Abwechslung zwischen einer senkrechten Fläche (tablero), die kastenartig hervorragt und deren Innenfeld eingesenkt und oft auch bemalt ist, und einer nach oben und innen ragenden Schräge (talud) bezeichnet. In der klassischen Periode Mesoamerikas wurde das Tablero-talud nicht nur in Teotihuacán, sondern auch einigen anderen Kulturen verwendet, doch ist das Vorkommen dieses Stilelements nicht als alleiniges Indiz für eine Oberhoheit Teotihuacáns zu sehen, sondern war zu dieser Zeit vielmehr ein allgemeines Stilmittel.
Ein anderes, typisches Kennzeichen ist der hohe Grad an geometrischer Struktur. Dies ist nicht nur bei einzelnen Gebäuden, sondern auch der Anordnung eines einzelnen Gebäudes unter mehreren und sogar in der Stadtplanung erkennbar. Teotihuacán war nach zwei Achsen in Ost-West- und Nord-Süd-Richtung angeordnet und das gesamte Grundraster nach einer bestimmten Richtung ausgerichtet. Ob dabei auch religiöse Motive eine Rolle spielten wie bei den Maya, ist ungewiss.

### Wissenschaft

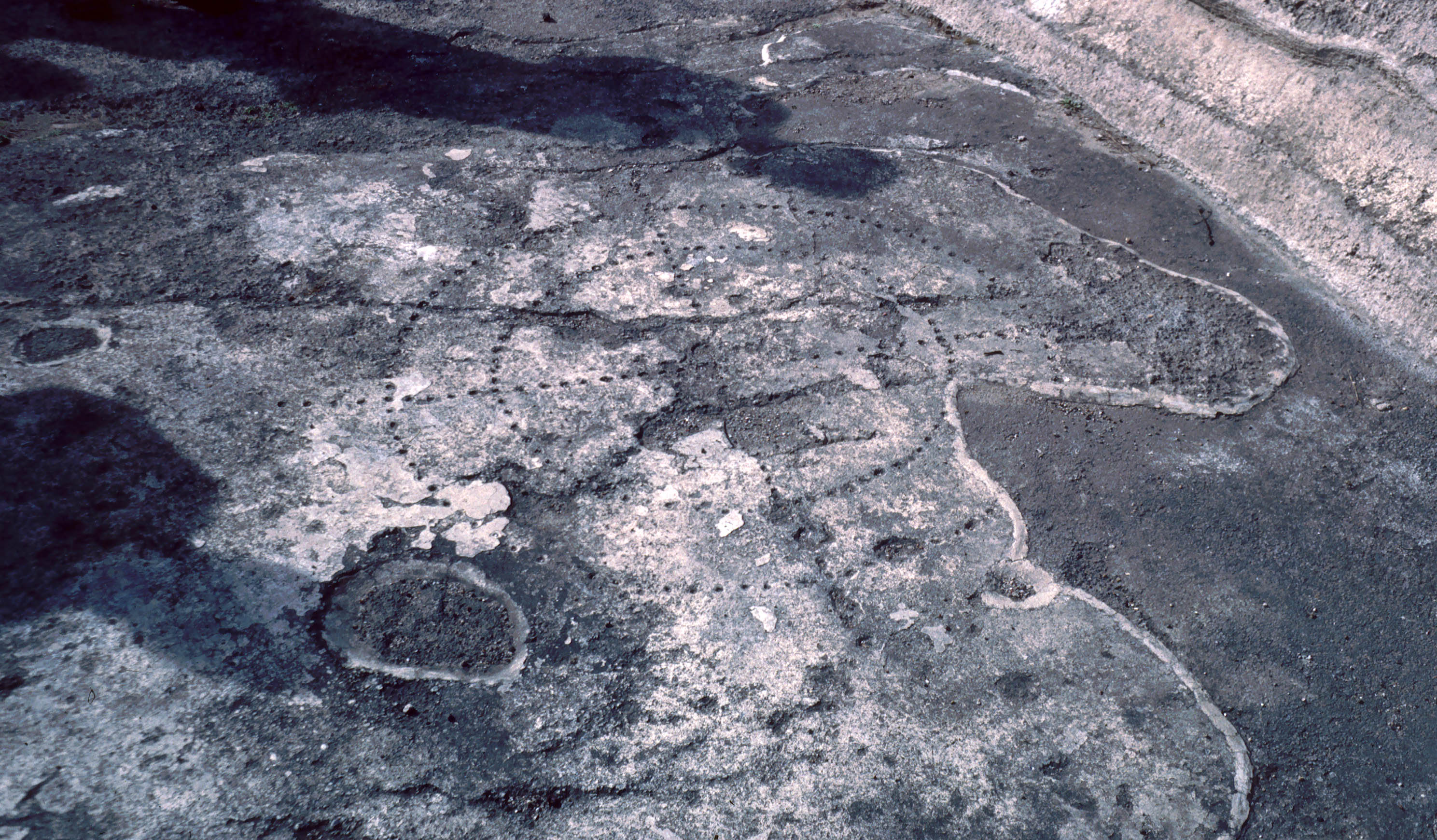
Markierungskreis in der Ciudadela

Die ausgereifte Planung der Stadtanlage und der großen Bauten lassen auf einen hohen Grad an mathematischen und astronomischen Kenntnissen schließen, wenngleich zumindest letzteres nicht beweisbar ist. Zwar deutet die Ausrichtung des städtebaulichen Rasters auf den Sonnenuntergang am 12. August sowie am 29. April auch auf kalendarisches Wissen hin, doch lässt sich dies auch aus der Sichtlinie zwischen Sonnenpyramide und dem Cerro Gordo erklären. Für diese Interpretation spricht der Fund zahlreicher Markierungskreise in und außerhalb von Teotihuacán, die vielleicht zur Vermessung gedient haben könnten. Dem widerspricht jedoch die Tatsache, dass solche Kreise auch im Inneren von Gebäuden gefunden wurden.
Für die Errichtung von Gebäuden war wahrscheinlich die Teotihuacán Measurement Unit (TMU) entscheidend, eine Maßeinheit für eine Länge von etwa 80 bis 85 Zentimetern. Es wird vermutet, dass diese Maßeinheit die Standardeinheit für Längenmaße war, auf deren Grundlage die Maße nicht nur einzelner Gebäude festgelegt wurden, sondern auch die Entfernungen zwischen den wichtigsten Bauten. Letztlich bewiesen werden kann diese These jedoch noch nicht. Es wird aber dennoch angenommen, dass auch die Maße vieler Gebäude oder Entfernungen zwischen Bauten, gemessen in TMU, sich auf wichtige kalendarische Daten beziehen, denen auch in späterer Zeit noch Bedeutung zukam.
Ebenso gibt es keine Hinweise auf die Existenz einer vollständig ausgearbeiteten Schrift. Es existieren zwar Glyphen, die von manchen Forschern als entwickelte Vorform einer Schrift gesehen werden, doch kann man hierbei nicht von lesbaren Texten sprechen. Welche Sprache die Bewohner Teotihuacáns sprachen, ist deshalb unbekannt.

## Geschichte
Die Geschichte Teotihuacáns musste komplett aus archäologischen Funden rekonstruiert werden. Dabei ergaben sich zusätzlich zu den Beschränkungen, die sich bei nicht-schriftlichen Quellen ergeben, einige Schwierigkeiten, da es etliche Funde gibt, die ihrer Datierung nach überhaupt nicht zu anderen Objekten am Fundort zu passen scheinen. Obwohl es Erklärungsansätze für einige Fundobjekte gibt, bleibt ein genauer zeitlicher Ansatz für die einzelnen Epochen schwierig zu definieren.

### Aufstieg
Durch einen Vulkanausbruch des Popocatépetl sind die Menschen, die in seiner Nähe lebten, darunter auch viele nahe dem heutigen Stadtgebiet von Mexiko-Stadt, in die Umgebung des Texcoco-Sees geflohen, ins Tal von Teotihuacán. Dort gründeten sie Dörfer, die eine neue Ordnung entwickelten. Das alles wurde nur durch den fruchtbaren Boden und reichhaltige Wasservorkommen ermöglicht.
Erste Spuren der Besiedlung des Tals von Mexiko lassen sich für einen Zeitpunkt um 1500 v. Chr. nachweisen. Das Tal wurde von Menschen aus dem Süden bevölkert, deren Nachkommen mit einiger Wahrscheinlichkeit die späteren Bewohner von Teotihuacán und der Nachbarorte waren.
Während der präklassischen Cuanalan-Phase (circa 550 bis 150 v. Chr.) existierten auf dem späteren Stadtgebiet von Teotihuacán einige Dörfer. In der nachfolgenden Patlachique-Phase (100 v. Chr. bis zur Zeitenwende) entstand daraus eine Stadt mit gut 20.000 Einwohnern, die rund 6 Quadratkilometer an Fläche einnahm. Der Stadtkern befand sich im Nordwesten des späteren Zentrums. Über das Aussehen Teotihuacáns zu dieser Zeit kann man nur Vermutungen anstellen, da aufgrund späterer Bebauung kaum Überreste von Gebäuden der Patlachique-Phase blieben. Aus ebendiesem Grund bestehen die archäologischen Funde dieser Epoche fast ausschließlich aus Keramik. Während dieser ersten beiden Epochen war Teotihuacán eines von mehreren regionalen Zentren im Tal von Mexiko. Im ersten Jahrhundert v. Chr. wurde jedoch die Siedlung Cuicuilco im Südwesten des Tals, die zuvor der größte Konkurrent Teotihuacáns gewesen war, durch einen Vulkanausbruch zerstört. In der Folgezeit stieg die Einwohnerzahl von Teotihuacán sprunghaft an, vermutlich da die Stadt viele Flüchtlinge aus Cuicuilco aufnahm.
In den ersten beiden Jahrhunderten n. Chr. (Tzacolli-Phase bis 150 n. Chr.) wurden schließlich die Grundzüge für das heutige Aussehen der Stadt gelegt. Es entstanden die Sonnenpyramide, die Straße der Toten sowie eine Vielzahl kleinerer Tempel. Wie viele Einwohner Teotihuacán zu dieser Zeit besaß, kann kaum bestimmt werden; die Schätzungen liegen zwischen 30.000 und 80.000 Menschen. Die Stadt erstreckte sich bereits damals auf einer Fläche von über 20 Quadratkilometern und hatte ihre größte Ausdehnung erreicht. Der Bevölkerungszuwachs späterer Jahrhunderte wurde durch eine höhere Bebauungsdichte erreicht. Es wird vermutet, dass die Gründe für das schnelle Wachstum hauptsächlich spiritueller Natur sind. Dafür spricht einerseits die Existenz einer 1968 entdeckten Höhle unter der Sonnenpyramide, die nachweislich für kultische Handlungen benutzt wurde, und der Bau der wichtigsten Tempelgebäude in einem relativ frühen Abschnitt der Geschichte Teotihuacáns. Letzteres dürfte ohne einen hohen Grad an organisierter Verwaltung kaum möglich gewesen sein, was später auch das wirtschaftliche Wachstum begünstigte. In der folgenden Miccaotli-Phase (150 bis 250) entstanden im Zuge einer Einteilung der Stadt in vier große Teile zudem auch die Straße der Toten, die Cuidadela und der Tempel des Quetzalcoatl.

### Blütezeit
Ab dem dritten Jahrhundert stieg Teotihuacán endgültig zur dominierenden Großmacht auf. Die Bevölkerungszahl stieg in der Zeit der Tlamimilolpa-Phase (circa 200 bis 450) zu einem Maximum an Menschen, die sich immer noch auf 20 Quadratkilometern Fläche konzentrierten. Die genaue Größe der damaligen Population zu modellieren gestaltet sich weiterhin als schwierig, da für eine adäquate Schätzung viele Annahmen nötig sind und sich deshalb mögliche Populationskorridore ergeben. Besonders die beiden Archäologen René Millon und George Cowgill publizierten diverse Ansätze und Verfahren sich der Bevölkerung Teotihuacáns anzunähern. Wahrscheinlich lag die tatsächliche Populationsgröße nach den neusten Berechnungen von Michael E. Smith und seinem Team bei ungefähr 100.000 Individuen zur Zeit der Xololpan-Phase.
Statt der früher aus Lehmziegeln (Adobe) errichteten Häuser baute man nun größere Wohnkomplexe, die sogenannten Apartment-Compounds und überbaute viele der alten Gebäude. In dem Maße, wie Teotihuacáns wirtschaftliche Macht anwuchs, vor allem durch den Handel mit Obsidian, strömten nun auch Angehörige anderer Völker in die Stadt, wo sie eigene Viertel bewohnten. Die landwirtschaftlichen Erträge aus dem Bewässerungsfeldbau im Tal von Teotihuacán alleine reichten jedoch nicht mehr aus, die Bevölkerung zu ernähren, weshalb Nahrungsmittel aus dem Tal von Mexiko und aus der Gegend des heutigen Pachuca de Soto importiert werden mussten.
Der kulturelle Einfluss Teotihuacáns begann sich in der Tlamimilolpa-Phase auszuweiten. Bei den Maya tritt eine erste Beeinflussung im vierten Jahrhundert auf, die sich in der Folgezeit in Architektur und Kunst niederschlägt. Bereits um 350 reichte ihr kultureller Einfluss bis ins weit entfernte Caracol, wo Grabfunde sich stark von Vorstellungen Teotihuacáns beeinflusst zeigten. Am deutlichsten kann man dies in der Umgebung der Städte Kaminaljuyú und Tikal erkennen. Ob die Beeinflussung dort durch eine militärische Eroberung und eine nachfolgende direkte Kontrolle durch Teotihuacán oder anderweitig zustande kam, ist nicht gesichert; nur in Tikal ist eine militärische Einflussnahme im Jahr 378 nachweisbar.
Den Höhepunkt ihrer Entwicklung erreichte Teotihuacán jedoch erst in der Xolalpan-Phase (rund 450 bis 650). Der Einfluss der Stadt erstreckte sich nunmehr über einen Großteil Mesoamerikas. Neben den unübersehbaren künstlerischen und architektonischen Ähnlichkeiten bei den Maya sind selbst im Gebiet der Hohokam-Kultur im heutigen Grenzgebiet zwischen den USA und Mexiko Handelsbeziehungen mit Teotihuacán und kultureller Einfluss nachweisbar. Auch bis nach Copán in Honduras wurde Obsidian aus Teotihuacán geliefert. In der Stadt selbst verdichtete sich die Besiedlung nochmals.

### Niedergang
Es scheint, dass bereits in der ersten Hälfte des sechsten Jahrhunderts die große kulturelle Ausstrahlung Teotihuacáns zu schwinden begann. Dies führte in den jeweiligen Gebieten, insbesondere bei den Maya, zu kulturellen Krisen, die mehrere Jahrzehnte andauerten. Die Bautätigkeit in Teotihuacán blieb jedoch weiterhin ungebrochen; es kam sogar noch zu einer erneuten Bevölkerungskonzentration, bis schließlich rund 90 Prozent der gesamten Bevölkerung des Tals von Teotihuacán in der Stadt selbst lebte.
Erst ab 650, mit dem Beginn der Metepec-Phase, begann die Bevölkerungszahl aus unbekannten Gründen zu schrumpfen. Die Stadt scheint ihre ursprüngliche Bedeutung als wirtschaftliches Zentrum allmählich an Konkurrenten verloren zu haben, bis sie sich schließlich nicht mehr selbst versorgen konnte. Um 750 kam es zum fast völligen Zusammenbruch. Die wichtigsten Gebäude im Zentrum der Stadt wurden niedergebrannt, der Großteil der übrigen Viertel blieb dabei aber weitgehend ohne Schäden. Anzeichen für einen Angriff von außen gibt es nicht. Es wird daher vermutet, dass die Einwohner die Zerstörungen in einem rituellen Akt selbst angerichtet haben, wie es schon von den Olmeken bekannt ist. Gleichzeitig verließen rund 80 Prozent der verbliebenen Bevölkerung die Stadt. Die Vermutung, ein extrem kaltes Jahr (535–536), das in Europa, Afrika und Asien historisch nachgewiesen ist, hätte diesen dauernden Effekt gehabt, ist nicht überprüfbar. Gegen diese These spricht, dass außerhalb des Tals von Teotihuacan keine entsprechende Erscheinung festzustellen ist. Nach der Aufgabe der Stadt existierte in Zentralmexiko rund zwei Jahrhunderte lang ein Machtvakuum, das zunächst von keinem anderen kleineren Zentrum ausgefüllt werden konnte, bis die Tolteken im 10. Jahrhundert schließlich die Vorherrschaft erlangten.
Nach kurzer Unterbrechung kam es zu einer erneuten, wenngleich nicht sehr zahlreichen Besiedlung der äußeren Viertel. Allerdings konnten die Bewohner den früheren großen kulturellen und wirtschaftlichen Einfluss Teotihuacáns nicht mehr wiederherstellen. Ebenso erreichte das Kunsthandwerk nicht mehr seine ehemalige Qualität. Die letzten Bewohner verließen die Stadt mindestens ein Jahrhundert nach der Zerstörung des Stadtzentrums. Jedoch geriet die Stadt nie ganz in Vergessenheit, sie wurde stattdessen zu einem wichtigen Wallfahrtsort. Insbesondere die Azteken verehrten Teotihuacán, da sie den Ort als den Platz ansahen, an dem die Welt erschaffen und ihre Götter geboren wurden.

## Erforschung

### Kolonialzeitliche Berichte und erste Ausgrabungen

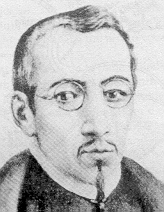
Carlos de Sigüenza y Góngora (1645–1700)

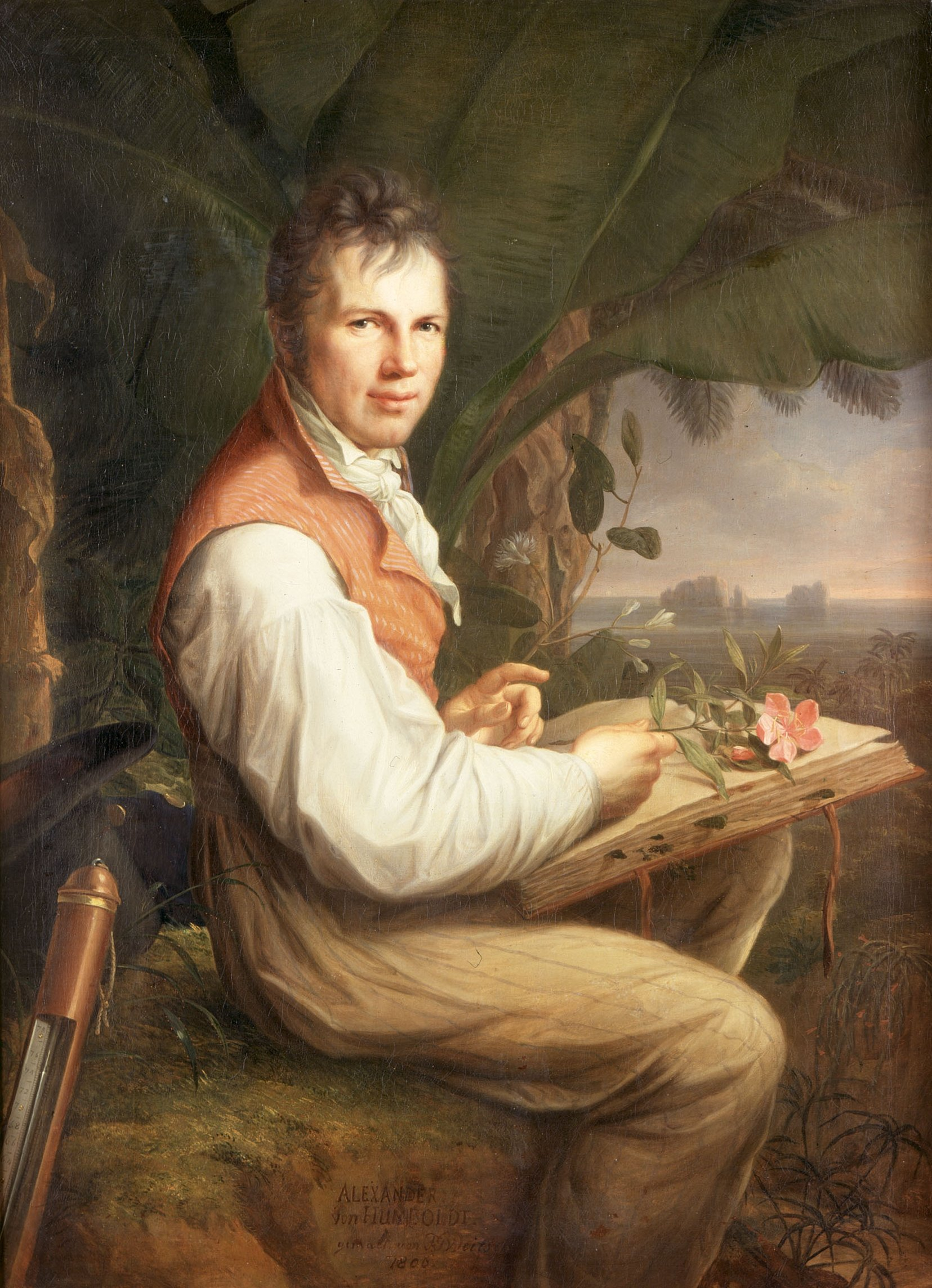
Alexander von Humboldt (1806). Er bereiste den amerikanischen Kontinent zwischen 1799 und 1804.

Auch nach der Unterwerfung der Azteken durch die spanischen Konquistadoren zwischen 1519 und 1521 geriet Teotihuacán nie völlig in Vergessenheit. Die spanischen Chronisten wie Bernardino de Sahagún, Toribio de Benavente Motolinía, Gerónimo de Mendieta sowie dessen Schüler Juan de Torquemada erwähnen die Stadt in ihren Schriften. 1675 ließ Carlos de Sigüenza y Góngora einige Grabungen im Bereich der Mondpyramide vornehmen und einen Tunnel in die Mondpyramide graben. Seine Arbeiten waren die ersten archäologischen Ausgrabungen auf dem amerikanischen Kontinent. Auch in Alexander von Humboldts Ansichten der Kordilleren und Monumente der eingeborenen Völker Amerikas findet Teotihuacán Erwähnung, wenngleich aus dem Werk nicht hervorgeht, ob er die Ruinenstätte selbst besucht hat. 1864 ließ die Comisión Científica de Pachuca die Pyramiden vermessen und ihre geographischen Koordinaten feststellen sowie eine Landkarte des Gebietes erstellen.
Dennoch konzentrierte sich das Interesse der damaligen Archäologen vorwiegend auf die Mitte des 19. Jahrhunderts entdeckten Stätten der Maya. 1884/85 begann der Mexikaner Leopoldo Batres mit einer Reihe von Ausgrabungen und restaurierte dabei einige der Monumente. Er wurde jedoch schwer kritisiert, da während der Ausgrabungen immer wieder Artefakte beschädigt wurden und er in den Augen vieler Archäologen nicht wissenschaftlich arbeitete. Diese Vorwürfe waren nicht ganz unbegründet, denn Batres war kein ausgebildeter Archäologe, sondern hatte seine Kenntnisse durch Eigenstudium erworben. Allerdings bewirkten seine Maßnahmen auch, dass sich der mexikanische Staat zur Finanzierung weiterer Forschungsprogramme bereit erklärte.

### Intensivierung der Forschungen
1915 fasste der deutsche Archäologe Eduard Seler die bisherigen Erkenntnisse in seinem Werk Die Teotiuacan-Kultur [sic!] des Hochlands von Méxiko zusammen und analysierte sie. Er interpretierte die Ruinen als Relikte einer herausragenden Kultur, die innerhalb einer einheitlichen kulturellen Tradition eine wichtige Rolle innehatte. Von 1917 bis 1922 leitete dann Manuel Gamio die Ausgrabungsarbeiten in Teotihuacán, ein Schüler des deutschen Anthropologen Franz Boas und seit 1917 Direktor der neu gegründeten Dirección de Antropologia. Er ließ den Tempel des Quetzalcóatl restaurieren und unternahm eine Untersuchung der stratigraphischen Abfolge. Nach dem Ende der Ausgrabungen veröffentlichte er im dreibändigen Werk La población del Valle de Teotihuacán die Ergebnisse seiner Forschungen. Darin verglich Gamio die ursprüngliche indigene Bevölkerung mit der späteren Mischlingsbevölkerung in gesellschaftlicher und kultureller Hinsicht. Zu diesem Zweck untersuchte er in seiner Arbeit unter anderem die geographischen und geologischen Verhältnisse des Terrains, die körperliche Beschaffenheit der präkolumbischen Einwohner, ihre religiösen Ansichten, ihre Architektur und auch ihre Kunstwerke, wobei sich dieser Teil fast ausschließlich auf Skulpturen bezog. Er kam zu dem Schluss, dass die indigene Gesellschaft immer mehr an Einfluss verlor und in der Gegenwart vom Verlust ihrer kulturellen Identität bedroht war.
Gamios Werk erweckte endgültig das Interesse der Fachwelt. 1922 wurde im Zuge einer Untersuchung der Keramiktypen und -stile festgestellt, dass man erst die Beziehungen Teotihuacáns zu anderen Kulturen Mesoamerikas erforschen müsse, um die Entwicklung der Stadt selbst rekonstruieren zu können. In den dreißiger Jahren versuchten George Vaillant und Eduardo Noguera, diese Schlussfolgerung aufzugreifen. Sie stellten Gemeinsamkeiten im Keramikstil mit Funden aus den mexikanischen Bundesstaaten Guanajuato, Michoacán, Jalisco und Zacatecas fest.
Der Schwede Sigvald Linné fand dann 1932 mit dem Xolalpan-Compound den ersten Apartment-Compound; 1942 folgte die Entdeckung des Tlamimilolpa-Compounds. Er konnte mit der Mazapa-Kultur erstmals eine frühere Kultur von der Teotihuacáns abgrenzen. Seine Ergebnisse wurden in den ersten umfassenden Ausgrabungsberichten über Teotihuacán veröffentlicht. Alfonso Caso fand zudem 1940 die Tlalocán-Wandmalereien, die ein erstes Bild vom täglichen Leben der Bewohner Teotihuacáns lieferten. Eine andere Studie im Viking-Komplex (benannt nach der Stiftung, die die Studie finanzierte) machte es 1944 zudem möglich, zumindest einige Eckpunkte der Chronologie festzulegen. Dem Ausgrabungsleiter Pedro Armillas gelang es, verschiedene Architektur- und Keramikstile in Verbindung zu bringen.

### Die archäologischen Großprojekte der 1960er und 1970er Jahre

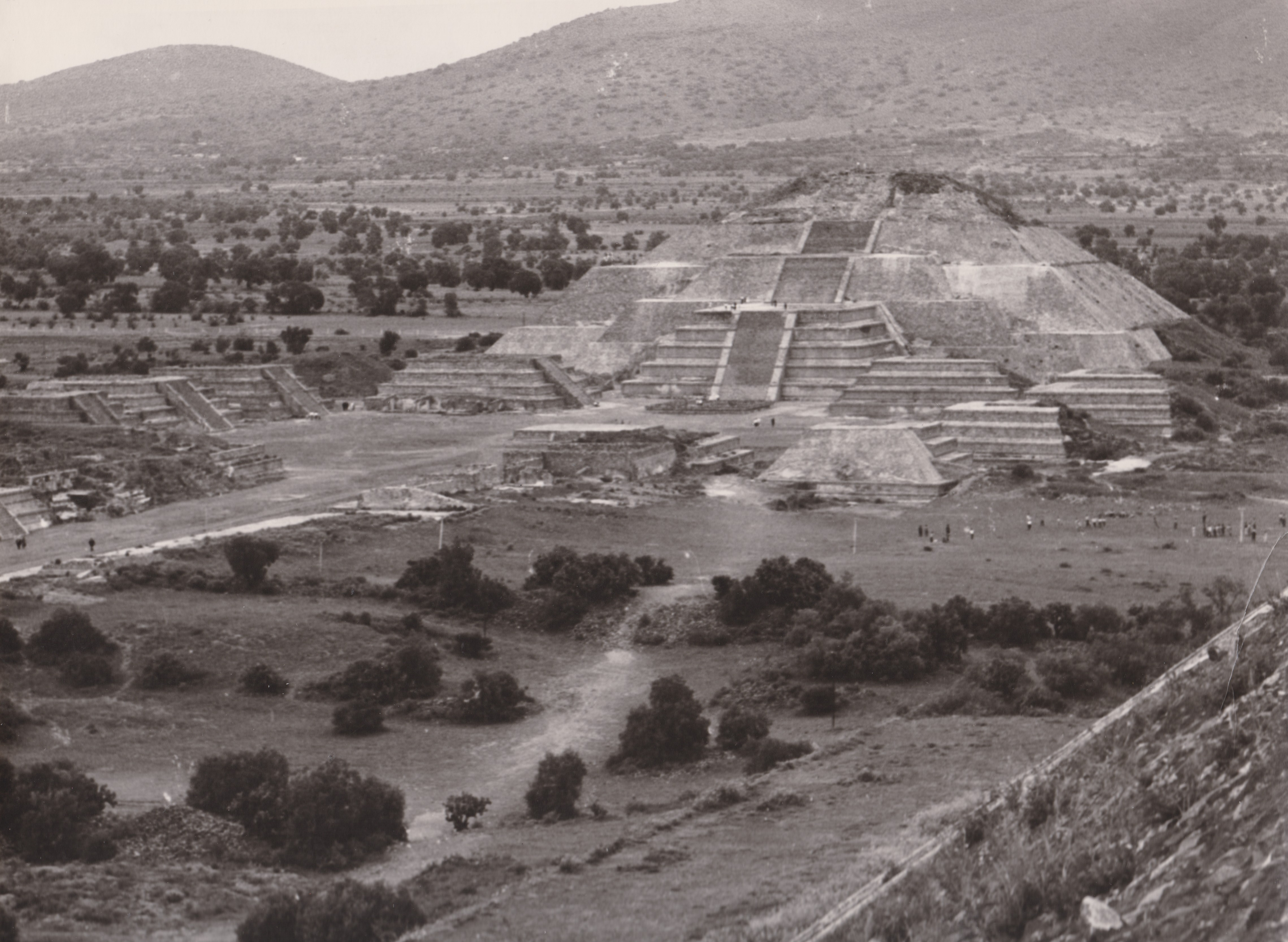
Die Mondpyramide (1965)

In den 1950er Jahren übernahm das mexikanische Nationale Institut für Geschichte und Anthropologie (spanisch Instituto Nacional de Antropología e Historia) die Grabungsarbeiten und ließ hauptsächlich mehrere weitere Compounds untersuchen. Das 1960 initiierte Proyecto Teotihuacán hatte insbesondere die Strukturen entlang der Straße der Toten im Blick. Neben dem Quetzalpapalotl-Palast wurden insgesamt zehn weitere neue Gebäude freigelegt, wodurch das zeremonielle Zentrum entdeckt war. Der Schwerpunkt lag neben der Ausgrabung bislang unerforschter Gebäude außerdem auf der Entdeckung von Wandmalereien und Friesen, jedoch bemühte man sich auch, die Ausgrabungsstätte verstärkt für Touristen zugänglich zu machen. Nach 1962 wurde das Projekt intensiviert und es kam zur Restauration des Zeremonialzentrums. Schließlich wurde es auch noch möglich, eine komplette Abfolge der Keramikstile aufzustellen.
1962 begann die University of Rochester mit dem großangelegten Teotihuacán Mapping Project. Bis 1970 wurde das Gebiet von Teotihuacán systematisch kartiert und die Grenzen der Stadt selbst gesucht. Zu diesem Zweck teilte man das Stadtgebiet in 500 mal 500 Meter große Planquadrate ein und vermaß gezielt alle gefundenen Gebäude. 1973 konnten erste Ergebnisse der Studie veröffentlicht werden. Hauptergebnis des Projektes war die Erstellung einer detaillierten Karte der alten Stadt und ihrer Umgebung; daneben konnte man nun auch die Entwicklung der Stadt nachvollziehen. Das Projekt schaffte zudem erstmals einen echten Eindruck von der Bedeutung Teotihuacáns und bildete die Grundlage für viele spätere Studien.
Währenddessen wurden zwischen 1960 und 1975 im Zuge des Teotihuacán Valley Project im gesamten Tal von Mexiko archäologische Surveys durchgeführt, um die frühe Siedlungsgeschichte des Tals zu erforschen. Schwerpunkte lagen dabei auf der agrartechnischen und der demographischen Entwicklung sowie der Entwicklung der Institutionen früher Hochkulturen.

### Neuere Forschungen

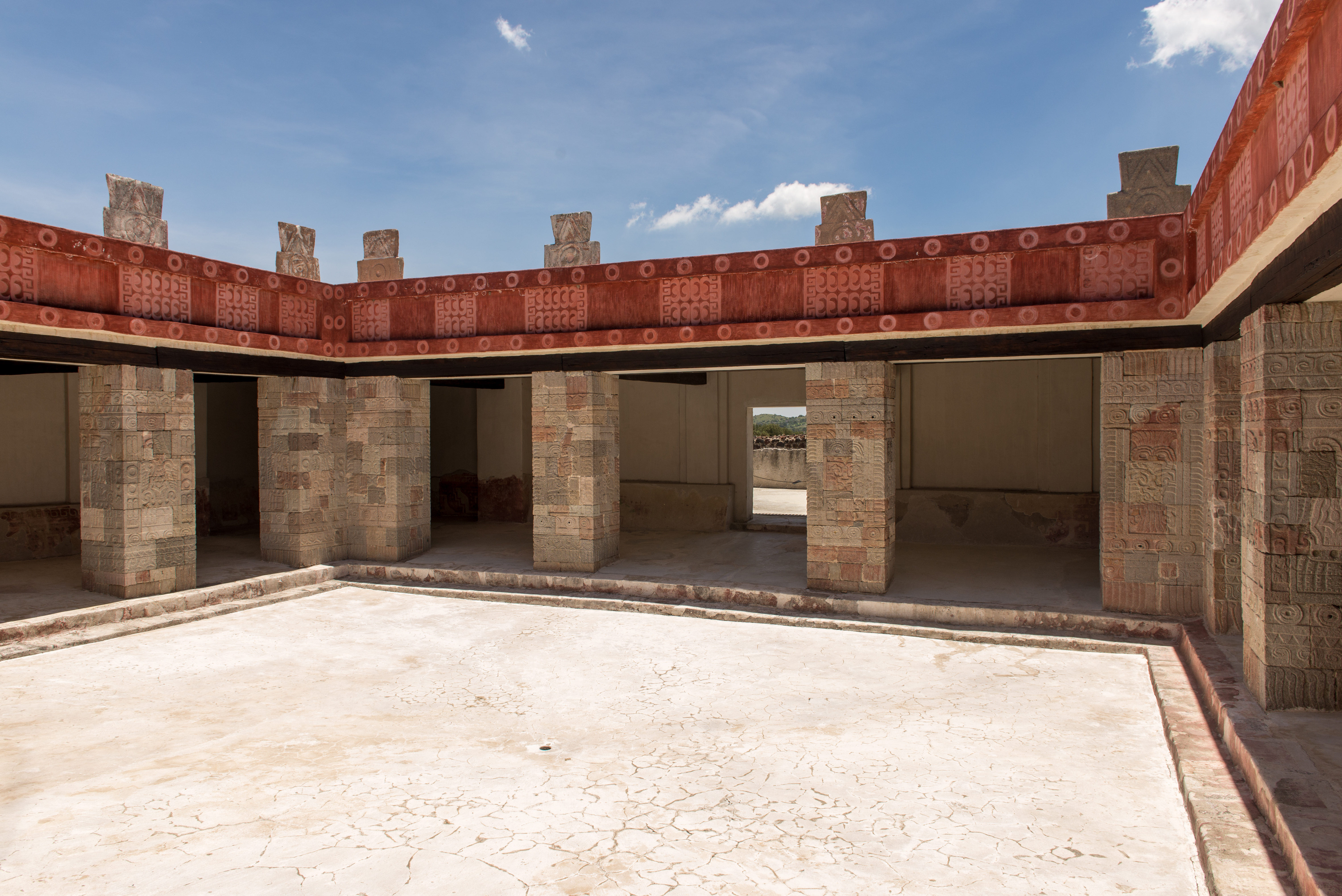
Der palacio de Quetzalpapálotl wurde am nördlichen Platz des Mondes freigelegt

Ab 1970 widmete man sich erneut den Zeremonialkomplexen sowie den Compounds. Das Proyecto Arqueológico Teotihuacán untersuchte zwischen 1980 und 1982 die soziale und wirtschaftliche Struktur Teotihuacáns sowie den wissenschaftlichen Stand, etwa auf den Gebieten der Astronomie und der Mathematik. Unter den untersuchten Objekten waren der Tempel des Quetzalcóatl, die Ciudadela und einige Wohnkomplexe. Bis in die neunziger Jahre hinein entstanden so Untersuchungen über die räumliche Organisation der einzelnen Compounds und ihre Eingliederung in das wirtschaftliche Gesamtsystem. Auch versuchte man sich erstmals an der Erforschung der politischen Geschichte. Weitere Untersuchungen befassen sich mit der Töpferei, der Umwelt und der Obsidianverarbeitung.
Die Ausgrabungen dauern unvermindert an, während zugleich die Zahl der Touristen stetig ansteigt.
Am 4. August 2010 wurde bekannt gegeben, dass der Eingang zu dem 2003 nahe dem Tempel der Gefiederten Schlange mit Bodenradar entdeckten, etwa 100 Meter langen Tunnel an der erwarteten Stelle lokalisiert werden konnte. Der Tunnel war 1800 Jahre lang verschlossen. Man fand im Tunnel Fingerabdrücke und Meißel. Es wurde vermutet, dass am anderen Ende die Grabkammern der Herrscher von Teotihuacán liegen könnten. Im November 2010 wurde der geöffnete Tunnel erstmals mit einer ferngesteuerten fahrbaren Kamera erforscht. Eine Grabkammer wurde trotz genauer Erforschung und Begehung des Tunnels bisher jedoch nicht gefunden.
Ende des Jahres 2011 entdeckten Forscher im Zentrum der Sonnenpyramide von Teotihuacán Überreste von Opfergaben, die vermutlich auf die Zeit um 100 n. Chr. datieren. Die Forscher hoffen, durch die Gegenstände aus Keramik, Obsidian, Jade und Tierknochen sowie die insgesamt sieben Gräber von Menschen, die wahrscheinlich rituell geopfert wurden, Rückschlüsse auf die Erstbesiedlung der Stadt ziehen zu können.
Nach einer Veröffentlichung aus dem Jahr 2016 ergab eine Analyse gefundener Knochen von Tieren (unter anderem von Baumwollschwanzkaninchen), dass diese zum Teil domestiziert waren. Dies lässt auf eine Zucht schließen, möglicherweise um eine Überjagung größerer Tiere zu kompensieren.
Im August 2021 wurden vier weitgehend unversehrte, möglicherweise 1800 Jahre alte Blumensträuße entdeckt, die Forschern zufolge aus der Zeit vor dem Jahr 200 stammen könnten. Die Entdeckung wurde in einem Tunnel 18 Meter unter dem Tempel des Gottes Quetzalcóatl gemacht.

## Ausstellung
- 2010; Teotihuacan – Mexicos geheimnisvolle Pyramidenstadt, Martin-Gropius-Bau, Berlin

## Dokumentationen
- Die Machtzentren der Maya – Teotihuacán. (2 / 3) TV-Dokumentation in HD von Claire Denavarre und Fabrice Buysschaert; CH 2020; Deutsche TV-Premiere: 13. Juni 2021 auf ZDFinfo.
- Teotihuacan – Pyramidenstadt der Götter. (Originaltitel: Pyramids of Death.) TV-Dokumentation in HD von Jonathan Halperin; USA (National Geographic) 2005; Deutsche Synchronfassung: ZDF, phoenix 2012 (Auf: youtube.com).